# Гражданская война в Испании
Гражда́нская война́ в Испа́нии (исп. Guerra Civil Española; 17 июля 1936 — 1 апреля 1939) — вооружённый конфликт на основе социально-политических противоречий между лево-социалистическим (республиканским) правительством страны, поддерживаемым коммунистами, и поднявшими вооружённый мятеж право-монархическими силами, на сторону которых встала большая часть испанской армии во главе с генералиссимусом Франсиско Франко. Последних поддержали фашистская Италия (с Ватиканом) и нацистская Германия (а дружественный режим в Португалии — с первых дней мятежа), на стороне республиканцев выступил СССР и добровольцы-антифашисты из многих стран мира. Война закончилась победой националистов и установлением военной диктатуры Франко.

## Предыстория
К началу XX века Испанское королевство находилось в состоянии глубокого упадка и кризиса. Страна вступала в XX век, будучи застойным полуфеодальным государством с отсталой экономикой и сильной межнациональной, межклассовой и, как следствие, идеологической враждой. Основная масса населения жила за гранью бедности; крестьяне страдали от малоземелья и гнёта землевладельцев, рабочие — от неурегулированности трудовых отношений. Национальные меньшинства (баски, каталонцы, галисийцы), составлявшие более четверти населения Испании, выступали против централизаторской внутренней политики Мадрида и требовали автономии. Во внешней политике Испания давно перестала играть важную роль — ещё в первой половине XIX века она потеряла колонии в Центральной и Южной Америке, ставшие независимыми государствами в результате народно-освободительной борьбы, затем в 1898 году в войне с США лишилась Кубы, Пуэрто-Рико и Филиппин (эти острова перешли под контроль американцев) и год спустя продала Марианские острова Германии и тем же США, сохранив, таким образом, из всех своих заморских владений только Канарские острова и ряд территорий в Африке.
На особом положении в государстве находилась армия, которая представляла собой фактически государство в государстве. Тем не менее крайний консерватизм её руководства мешал её развитию: испанские войска обучались по устаревшим стандартам и воевали устаревшим оружием, что особенно сказалось в испано-американской войне и Рифской войне с Марокко. Последняя война и привела к тому, что фронтовые офицеры («африканисты») начали ощущать себя особой кастой и мечтать о приходе к власти в стране. Большими льготами и привилегиями в стране пользовалась и Римско-католическая церковь.
Король Альфонс XIII и его правительство не собирались проводить необходимые для страны реформы. Любые попытки протеста против режима жестоко подавлялись войсками и Гражданской гвардией (военизированной полицией).

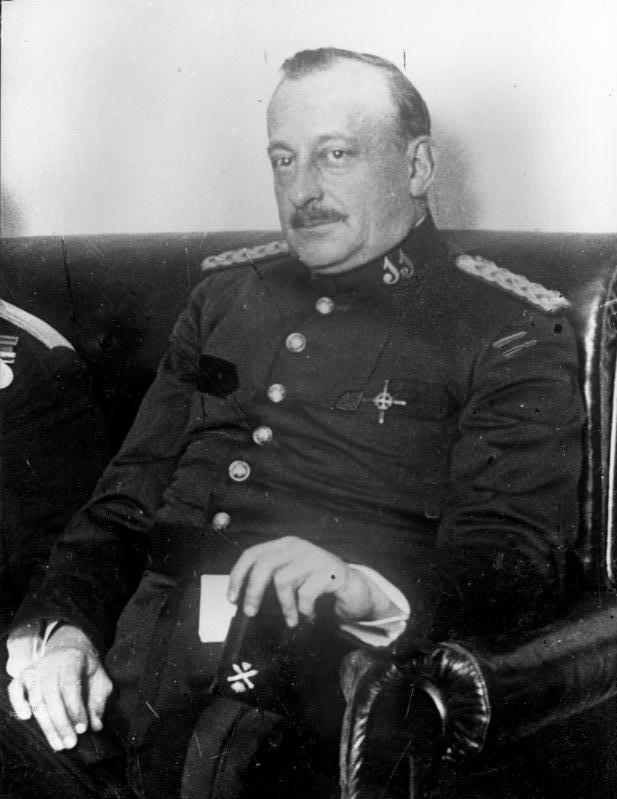
Мигель Примо де Ривера

В 1923 году стабилизировать ситуацию в Испании попытался генерал Мигель Примо де Ривера. 13 сентября он произвёл военный переворот, распустил правительство, парламент и действовавшие политические партии, ввёл цензуру, установив в стране режим военной диктатуры. Примо де Ривера попытался провести модернизацию в Испании, опираясь на опыт итальянских фашистов. Поощряя отечественных предпринимателей, он добился ряда социально-экономических успехов, однако их свёл на нет начавшийся мировой экономический кризис. Под давлением и короля, и значительной части общества, отрицательно отнёсшейся к ущемлению своих прав, 28 января 1930 года Примо де Ривера подал в отставку, уехал во Францию и вскоре там скончался.
В 1931 году монархия в Испании пала: 12 апреля в государстве проходили свободные муниципальные выборы, в крупных городах триумф оппозиционных партий не вызывал сомнения, хотя в сельской местности лидировали по-прежнему монархисты. Под влиянием многочисленных демонстраций сторонников республиканской формы правления 14 апреля Альфонс XIII эмигрировал, но от трона формально не отрёкся. Испания была провозглашена республикой.

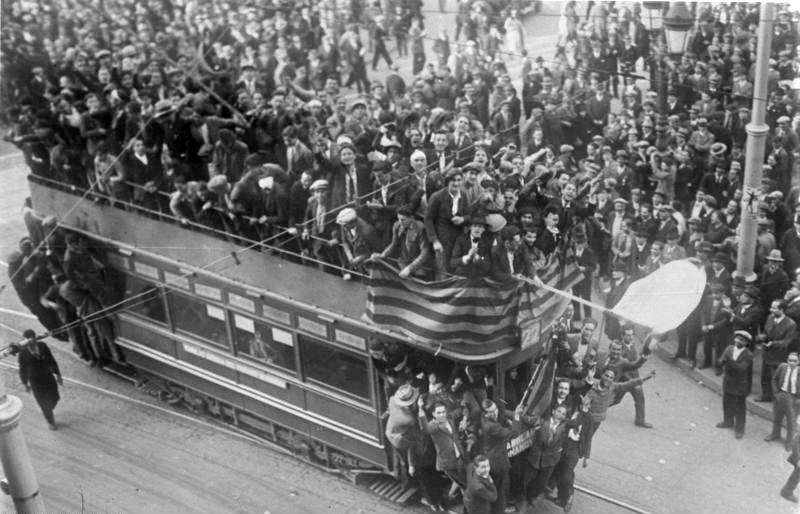
Торжества по случаю Апрельской революции.
Барселона, 14 апреля 1931 г.

28 июня того же года состоялись внеочередные парламентские выборы, на которых победили социалисты и левые либералы, принявшие 9 декабря 1931 года новую испанскую конституцию. Ключевую роль в её создании сыграли умеренные социалисты Х. де Асуа и Хулиан Бестейро. Первым президентом республики стал консервативный либерал Нисето Алькала Самора, а премьер-министром — левый либерал Мануэль Асанья.
Испания провозглашалась «демократической республикой трудящихся всех классов». Закреплялось равенство всех перед законом, отменялись всевозможные аристократические титулы и звания, граждане наделялись необычайно широким объёмом прав и свобод (на труд, образование, социальную помощь, участие в политике и так далее). Испания становилась парламентской республикой. В целях соблюдения принципа разделения властей, был создан и конституционный суд — Трибунал конституционных гарантий. Каталония приобретала статус автономии, обсуждалась возможность предоставления самоуправления и Стране Басков.
Новые власти повели решительное наступление на элиту прежней Испании — духовенство, помещиков, офицерство. В частности, у помещиков отчуждались излишки земель (более 200 гектар), были значительно сокращены вооружённые силы, Церковь была отделена от государства, ей было запрещено участвовать в образовании, проводить службы в армии, был ликвидирован конкордат с Ватиканом, запрещён Орден Иезуитов, легализованы разводы и гражданские браки и так далее. При этом новое правительство не смогло за 2 года решить главнейшие проблемы, так как, надеясь на компромисс между либералами и социалистами, действовало по принципу полумер. Начались поджоги церквей (как, например, массовые поджоги в мае 1931 года). В 1936 году в Мадриде кто-то пустил слух, что монахи раздают детям пролетариев отравленные конфеты, и этот ничем не обоснованный слух привёл к тому, что множество монахов и священников было убито разъярёнными пролетариями. Впрочем, причины ненависти к Церкви были гораздо глубже и заключались в поддержке ею как старого порядка, так и консервативных сил в ходе политической борьбы в 1933—1936 годах.
Неуверенная политика временного правительства ввергла Испанию в череду острых политических кризисов: с 1931 по 1936 года республика пережила более 20 правительственных кризисов. В августе 1932 неудачную попытку военного переворота осуществил консервативно настроенный генерал Санхурхо. С 1933 по конец 1935 года длился период, названный «Чёрным двухлетием». В ноябре 1933 года состоялись выборы в парламент, на которых победу одержали консерваторы-монархисты из Испанской конфедерации независимых правых (CEDA). Радикалы Алехандро Лерруса вновь заняли второе место и поэтому когда президент Алькала Самора не захотел назначить премьер-министром лидера CEDA Хосе Марию Хиль-Роблеса, 16 декабря 1933 года пост главы правительства уже во второй раз занял Леррус. Сформированное им правительство в этот раз базировалось на правоцентристской коалиции, в которую помимо радикалов вошли галисийские республиканцы-автономисты, либеральные демократы, правые либералы, республиканцы-автономисты и Испанская Аграрная Партия. CEDA, хотя ей и не предложили министерских портфелей, согласилась поддержать II кабинет Лерруса. 28 апреля 1934 года после 133 дней премьерства Леррус ушёл в отставку после отказа президента Алькала Саморы подписать указ об амнистии для военнослужащих, участвовавших в «Санхурхаде», антиреспубликанском мятеже 1932 года. 4 октября 1934 года Леррус в третий раз становится премьер-министром. В этот раз он занимал свой пост почти год, 356 дней. За это время сменилось 3 состава правительства. В период «Чёрного двухлетия» кабинеты Лерруса при поддержке правого большинства в парламенте частично отменили итоги работы предыдущих правительств. В частности, было пересмотрено светское законодательство, заморожены аграрная реформа и принятие Статута автономии Страны Басков, были амнистированы участники антиреспубликанских заговоров Хосе Санхурхо и Кальво Сотело. Правый поворот испанских властей, совершённый при Леррусе, проводимая им политика и ухудшение социально-экономического положения народа привели к активизации левого и рабочего движения, на что власти ответили репрессиями. В 1933 была образована ультраправая партия — Испанская Фаланга. В октябре 1934 было поднято рабочее восстание под левыми лозунгами в провинции Астурия, которое было жестоко подавлено. В обществе росло влияние радикально настроенных политических сил — коммунистов, анархистов, фашистов. Окончательно политическую карьеру Алехандро Лерруса добили коррупционные скандалы осенью 1935 года. В результате, Леррус лишился поддержки своих союзников из CEDA и ушёл в отставку, в третий и последний раз. «Чёрное двухлетие» завершилось.
Ещё больше накалили ситуацию в стране итоги парламентских выборов, состоявшихся 16 февраля 1936 года. На них победу с минимальным перевесом одержал блок левых партий Народный фронт. Председателем правительства вновь стал лидер партии «Левые республиканцы» Мануэль Асанья. В апреле 1936 года за нарушение предвыборного законодательства был смещён (по мнению правых — с нарушением конституции) умеренный президент Н. Алькала Самора, и Асанья занял его место. Премьер-министром стал близкий к Асанье Сантьяго Касарес Кирога.
Либеральное по составу правительство Народного фронта выполняло требования левых сил. Асанья и Касарес Кирога ускорили аграрную реформу. Если в 1932—1935 годах было распределено 119 тысяч га земли, то с февраля по июль 1936 года — 750 тысяч га. Но большинство крестьян так и не дождались своей очереди на получение земли, что спровоцировало захват крестьянами земель помещиков и столкновения крестьян с гражданской гвардией. В условиях углубляющегося экономического кризиса радикализовались требования бастующих рабочих. В феврале—июле произошло 113 всеобщих и 228 местных стачек. Были амнистированы левые политические заключённые, а ряд деятелей вроде генерала Очоа, руководившего подавлением Астурийского восстания, или лидера Испанской Фаланги СНСН Хосе Антонио Примо де Риверы, руководившего вооружёнными акциями против левых политиков, были арестованы.
После победы Народного фронта в испанских городах происходили беспорядки, столкновения между сторонниками и противниками Народного фронта, покушения. Даже в армии были созданы верный правительству Республиканский антифашистский военный союз (РАВС) и оппозиционный Испанский военный союз (ИВС). Правительство поддерживали рабочие, левые организации.
13 июля 1936 года служащими государственной полиции, которые были одновременно членами левых организаций, был убит лидер правой оппозиции в парламенте, депутат-монархист с профашистскими взглядами Хосе Кальво Сотело. Они мстили правым за убийства своих офицеров, придерживавшихся левых взглядов.
В сложившихся условиях власть в руки решили взять военные с целью установления диктатуры и избавления Испании от «красной угрозы». Они начали готовить переворот вскоре после победы Народного фронта. Во главе заговора формально стоял живший в Португалии Санхурхо, но основным организатором был сосланный Народным фронтом за неблагонадёжность в отдалённую провинцию Наварра генерал Эмилио Мола. Ему удалось за короткое время скоординировать действия значительной части офицерства, испанских монархистов (как карлистов, так и альфонсистов), фалангистов и прочих противников социалистического правительства и поддерживавших его левых организаций. Генералам-заговорщикам удалось добиться и финансовой поддержки многих крупных испанских промышленников и землевладельцев, вроде Хуана Марча и Луки де Тены, понёсших колоссальные убытки после победы Народного фронта. Также моральную и материальную поддержку правым силам оказывала церковь.
По плану Молы правые силы должны были синхронно восстать при руководящей роли войск, взять под контроль крупнейшие города и свергнуть республиканские власти. Эту идею поддержали многие представители испанского генералитета. 5 июня Мола публикует документ с планом будущего восстания («Цели, методы и пути»), а позднее назначает и дату — 17 июля в 17:00.

## Ход войны

### Мятеж
Мятеж против республиканского правительства начался 16 июля 1936 года в Испанском Марокко. Достаточно быстро под контроль мятежников перешли и другие испанские колонии: Канарские острова, Испанская Сахара (ныне — Западная Сахара), Испанская Гвинея (ныне — Экваториальная Гвинея).
Распространено мнение, что сигналом к мятежу 18 июля 1936 года стало то, что радиостанция Сеуты передала в Испанию условную фразу-сигнал к началу общегосударственного мятежа: «Над всей Испанией безоблачное небо»; в то же время историческая достоверность этого сигнала ставится под сомнение. Правительство республики в Мадриде всё ещё было настроено крайне оптимистично и не придало серьёзного значения мятежу. Правительственная радиосводка от 18 июля уверяла, что если в «некоторых районах протектората (Марокко) отмечено повстанческое движение», то «на полуострове к сумасшедшему заговору никто не присоединился» и «сил правительства хватит для его скорого подавления». Касарес Кирога, вдобавок, под угрозой расстрела запретил губернаторам и муниципальным властям выдавать оружие гражданским сторонникам Народного фронта.
Однако вскоре мятеж начался уже на территории собственно самой Испании. Днём 18 июля мятежный генерал Гонсало Кейпо де Льяно, имевший репутацию либерала, неожиданно захватил власть в центральном городе южной Испании Севилье. Вскоре в городе начались ожесточённые бои между мятежниками и республиканцами. Уличные столкновения не стихали более недели, но Кейпо де Льяно в итоге сумел жестоко подавить выступления сторонников Народного фронта и удержал город в своих руках. Взятие Севильи и соседнего Кадиса позволило мятежникам создать в южной провинции Андалусия надёжный плацдарм.
Однако кроме Севильи мятеж завершился успехом только в ещё двух крупных испанских городах — Овьедо в Астурии и Сарагосе в Арагоне. Во многом этому помогло то, что там путч возглавили генералы Мигель Кабанельяс и Антонио Аранда, которые подобно Кейпо де Льяно считались лояльными к республике. Однако Овьедо вскоре был окружён республиканцами, и мятежникам пришлось приложить немало усилий, чтобы деблокировать своих сподвижников. В «кольце» или «полукольце» оказались путчисты и во многих других взятых ими под контроль городах: Толедо, Кордове, Гранаде, Хаке, Теруэле, Уэске и так далее.
В целом уже в первой половине дня 19 июля в восстании участвовало 80 % военных страны. Восставшие добились значительных успехов, захватив 35 из 50-ти провинциальных центров страны.
Разворачивание мятежа стало полной неожиданностью для властей в Мадриде. 19 июля Касарес Кирога был вынужден уйти в отставку, новым премьером был назначен лидер правой либеральной партии «Республиканский союз» Диего Мартинес Баррио. Он попытался по телефону договориться с Молой о прекращении мятежа и образовании правительства из представителей как и левых, так и правых партий. Однако Мола это предложение отверг, а среди Народного фронта попытка пойти на компромисс с мятежниками вызвала негодование. Уже через 8 часов после своего назначения Мартинес Баррио был вынужден подать в отставку. Третьим за сутки главой правительства стал левый либерал Хосе Хираль. Буквально сразу же он объявил о бесплатной выдаче оружия сторонникам Народного фронта по всей республике.
Это поспособствовало тому, что на большей части Испании мятеж провалился — республиканские власти смогли удержать более 70 % территории страны. Безоговорочный успех мятежники одержали лишь на консервативном северо-западе страны, в Галисии, Наварре и Старой Кастилии. Также им удалось свергнуть республиканские власти на части Андалусии и Арагона. В остальных регионах Испании, в том числе во всех промышленно развитых, путч серьёзного успеха не имел.

Бой фалангистов и народной милиции в районе мадридских казарм Куартель де ла Монтанья. 30 июля 1936

Неудачей закончился путч и в двух наиболее значимых испанских городах — столице Мадриде и крупнейшем городе страны Барселоне. В столице повстанцев сгубила нерешительность генерала Хоакина Фанхуля, который, объявив об участии в мятеже, двое суток не предпринимал никаких активных действий, хотя сразу после начала путча в Мадриде закипели уличные бои фалангистов и монархистов со сторонниками Народного фронта. В итоге последние одержали победу, а затем и взяли штурмом столичные казармы. Почти все офицеры, в том числе и сам Фанхуль, были вскоре преданы суду и казнены.
Совсем иная ситуация была в Барселоне: этот город считался оплотом многих сил Народного фронта — каталонских националистов, анархистов и коммунистов. Служивший в Барселоне младший брат Эмилио Молы Роман высказал старшему брату своё мнение о бессмысленности и обречённости на провал антиправительственного путча в Барселоне. Однако «Директор» решил рискнуть: 19 июля в городе высадились части генерала Мануэля Годеда, днём ранее свергнувшего республиканские власти на острове Мальорка. Годеду и Роману Моле удалось взять под контроль центр Барселоны и важнейшие учреждения города. Однако барселонские анархисты захватили местные арсеналы и раздали оружие своим многочисленным сторонникам. В результате, уже через два дня путч был подавлен; Роман Мола был убит в бою, а Годед взят в плен и казнён.
Провалился или не состоялся вообще мятеж в Валенсии, Бильбао, Сан-Себастьяне, Малаге, Сантандере, Альбасете и ряде других городов поменьше.
Правительство поддержала и подавляющая часть ВМС Испании: линкор «Хайме I», 3 крейсера («Либертад», «Мигель Сервантес», «Мендес Нуньес»), 16 эсминцев, все субмарины — всего 27 судов. На сторону мятежников перешли 17 судов, но затем матросы на многих судах, не знавшие о мятеже и исполнявшие приказы восставших, узнав о нём, арестовали или уничтожили сочувствовавших путчу офицеров и вернулись на сторону республики. У путчистов в распоряжении остались лишь линкор «Эспанья», 2 строящихся крейсера («Балеарес» и «Канариас»), 2 лёгких крейсера, эсминец и 4 канонерки. Почти полностью отказались принимать участие в путче и ВВС Испании. Это делало для мятежников крайне затруднительной переброску надёжных войск из Марокко в Испанию.
Помимо всех прочих неудач бунтовщиков, 20 июля погиб в авиакатастрофе номинальный лидер путча Хосе Санхурхо, возвращавшийся в Испанию из португальской эмиграции. Мятежным генералам пришлось в качестве нового руководства создать Хунту национальной обороны под председательством генерала Мигеля Кабанельяса.
Себя восставшие провозгласили «национальными силами» или националистами. Какой-то конкретной программы лидеры националистов не предложили, ограничившись лозунгами восстановления порядка, защиты Церкви и религии и борьбы с «красными». В первые дни войны националисты старательно избегали разговоров о будущей форме правления и практиковали обращения к народу через радио и печать, выдержанные в либерально-республиканском духе.

Разграничение территории в Испании на июль 1936 г. (розовым цветом выделена республика, жёлтым — регионы, поддержавшие мятеж

Таким образом, на большей части территории Испании мятеж первоначально потерпел неудачу. Республиканские власти удержали большую часть страны, её наиболее населённые и развитые регионы. Скорое поражение националистов казалось большинству современников неизбежным.

#### Жертвы
Точные цифры о количестве убитых националистами в первые дни мятежа в уличных боях и в ходе массовых казней не подсчитаны до настоящего времени. Рамон Сендер называл цифру в 750 тысяч казнённых к середине 1938 года. Мадридский Совет юристов сообщал, что за первые недели военных действий было убито 9 тысяч рабочих в Севилье (всего 20 000 к концу 1937 года), 2 тысячи в Сарагосе, 5 тысяч в Гранаде, 7 тысяч по всей Наварре и 400 в Альхесирасе. Репортер небольшой португальской газеты сообщал, что к июлю 1937 года националисты совершили около 200 тысяч казней. Бывший пропагандист Антонио Бахамонте считал, что к началу 1938 года 150 тысяч человек было казнено в районах, контролировавшихся националистами. Анализ свидетельств позволяет оценивать количество казней, проведенных националистами за все время войны, в 40 тысяч. Эта цифра учитывает расстрелянных без суда и следствия пленных, казненных по приговору суда и убитых в уличных боях. Были казнены за «бунты» и офицеры, сохранившие верность правительству, в том числе шестеро генералов: Молеро из Вальядолида, Батет из Бургоса, Ромералес из Мелильи, Сальседос и Каридад Пита из Ла-Коруньи и Кампинс из Гранады. Был расстрелян и командующий арсеналом в Эль-Ферроле, адмирал Асароло.
В ответ на мятеж в последовавшие июльские дни сторонники левых сил совершали массовые беззаконные убийства священников, землевладельцев и промышленников, а также лиц, связанных с правыми группировками. Во время этого террора, по утверждениям националистов, были убиты 85 940 человек, из которых 7937 имели отношение к религии: 12 епископов, 283 монахини, 5255 священников, 2492 монаха и 249 послушников. Монастыри и церкви часто подвергались осквернению и сожжению.

### Начало войны

«Победить или умереть!» Плакат республиканской партии ПОУМ, 1936

Несмотря на успешное подавление мятежа на большей части своей территории, Испанская республика в первые недели войны столкнулась со множеством трудностей. У неё почти исчезли полноценные вооружённые силы, так как большая часть сухопутных войск поддержала путч. Борьбу с мятежниками вела Народная милиция — оставшиеся верными правительству армейские части и созданные партиями Народного фронта формирования, в которых отсутствовали воинская дисциплина, строгая система командования, единоличное руководство. Перестал функционировать государственный аппарат, правительство Хираля превратилось в орган номинальной власти.
Обособленно держалась Страна Басков, где реальной властью обладала правая Баскская националистическая партия, не входившая в Народный фронт и поддержавшая республику во время путча лишь потому, что та предоставила региону автономию. Однако вместе с тем, баскское правительство Хосе Антонио Агирре поддерживало на своей территории образцовый порядок и с переменным успехом вело борьбу с мятежниками.
Многие районы Арагона, Леванта, Каталонии и Андалусии быстро перешли под контроль комитетов Федерации анархистов Иберии. Особенно сильным влияние анархо-синдикалистов было в Каталонии, где они фактически низложили законное автономное правительство (Генералидад) Луиса Компаниса, присвоив его полномочия своему «Центральному комитету антифашистской милиции». Анархисты при поддержке жителей проводили на подконтрольных территориях эксперименты по построению «либертарного коммунизма», при этом вводя новую «экономику дара», которая довольно успешно работала в Арагоне. Зачастую к анархистам примыкали обыкновенные уголовные преступники, занимавшиеся рэкетом, контрабандой и заказными убийствами, и даже агентура националистов.
Левые социалисты, анархисты и троцкисты выступали против самих идей воссоздания регулярной армии и стабильного государственного аппарата, считая необходимым развивать далее радикальные социалистические преобразования, или немедленно переходить к коммунизму\анархизму.
Достаточно быстро стало изменяться и международное положение. Большинство европейских государств давно относилось к Испанской республике настороженно, видя в ней потенциального союзника СССР и источник распространения различных революционных идей. 25 июля 1936 Франция под давлением Великобритании неожиданно объявила о «невмешательстве в испанские дела» и разорвала договор о поставках оружия в республику. Сочувствовавшие испанским республиканцам французский премьер-министр Леон Блюм и министр авиации Пьер Кот отправили тем лишь небольшую партию устаревших самолётов без оружия. 8 августа Франция объявила о полном эмбарго на ввоз оружия в Испанию. 24 августа крайне несовершенное соглашение о «невмешательстве» подписали все европейские государства, 9 сентября в Лиге наций начал работу специальный «Комитет невмешательства в испанские дела».

Плакат испанских националистов: «Да здравствуют Испания, Италия, Германия и Португалия!» (в центре портрет Франко)

Силы Испанского Иностранного легиона ожидают приказа на погрузку в германский Ю-52. Тетуан, 1936

Вместе с тем, ещё с первых дней мятежа огромную помощь восставшим (деньгами, оружием, добровольцами и т. д.) стала оказывать Португалия. В конце июля лидеры националистов генералы Франсиско Франко и Эмилио Мола смогли договориться о помощи со стороны нацистской Германии и фашистской Италии. После недолгих колебаний Гитлер и Муссолини (при участии Канариса с Герингом и Чиано, соответственно) согласились. Фюрер рассматривал испанскую войну как полигон для проверки нового немецкого оружия, и наработки опыта применения новой военной тактики в условиях современной войны для молодых немецких пилотов и танкистов, а Испанию в будущем после победы националистов — как германский сателлит; дуче же всерьёз рассматривал идею вхождения Испании в Итальянское королевство.
26 июля 1936 при имперском министерстве авиации был создан «особый штаб W», при котором были созданы «Испано-марокканское акционерное общество воздушного транспорта» и морская группа «Нордзее».
27 и 28 июля 1936 года в Испанию были доставлены итальянские бомбардировщики СМ-81 и немецкие Ю-52. За неделю они полностью очистили от республиканских ВМС Гибралтарский пролив, что позволило националистам беспрепятственно перебрасывать войска из Марокко в Испанию. С 14 августа в Испанию начались поставки итальянских танкеток CV3/33. В середине того же августа итальянские флот и авиация сыграли важную роль при ликвидации попытки каталонских националистов отбить у путчистов остров Мальорка. С конца августа 1936 немецкие и итальянские лётчики становятся активными участниками воздушных боёв в испанском небе. Несмотря на то, что Германия и Италия формально одобрили идею о «невмешательстве», фактически обе эти державы не прекращали активной поддержки испанских националистов на протяжении всей войны.
Новоприбывшие в Испанию части составили Африканскую армию националистов под руководством генерала Франко.
Уже за первые 5 дней «африканцы», не встречая серьёзного сопротивления, прошли 300 км по бывшей республиканской провинции Эстремадура на соединение с Северной армией Молы. 15 августа пал последний оплот республиканцев в Эстремадуре — город Бадахос. Разъярённые упорством его защитников части националистов под руководством полковника (вскоре — генерала) Ягуэ устроили после его взятия кровавую бойню.
23 августа Ягуэ стремительным броском вышел к городу Талавера-де-ла-Рейна в 150 км от Мадрида. Другой видный деятель националистов, генерал Варела, уничтожил под Кордовой 10-тысячную группировку генерала-республиканца Миахи. Вскоре группировки войск Молы и Франко соединяются. На Северном фронте националисты после упорных боёв к середине сентября овладевают баскской провинцией Гипускоа.
4 сентября командующий Центральным фронтом генерал Рикельме без боя сдал Талаверу-де-ла-Рейну, что вызвало в республике волну негодования. Правительство Хираля было вынуждено уйти в отставку. Новым председателем правительства президент Асанья назначил лидера левого крыла ИСРП Франсиско Ларго Кабальеро. Он сформировал новое «правительство победы» из 6 социалистов, 4 либералов, 2 коммунистов, баска и каталонца и пообещал своим сторонникам расправиться с путчистами за два месяца.
16 октября Ларго Кабальеро объявил о создании регулярной Народной армии; для контроля армии со стороны государства в ней был введён институт комиссаров («правительственных делегатов»). Ряд неудачно проявивших себя в первые недели войны командующих были заменены; так, командовавший центральным фронтом генерал Рикельме уступил своё место полковнику Асенсио Торрадо. Был предпринят ряд мер по восстановлению госаппарата, наведению порядка в тылу. Была проведена земельная реформа — земля полностью изымалась у помещиков и передавалась крестьянам. Ларго удалось наладить контакты с СССР; как результат, в республику вскоре начала поступать советская военная помощь, а обучать республиканские войска и помогать их офицерам стали советские военные специалисты.
Также Ларго Кабальеро после долгих споров с коммунистами согласился разрешить формирование в Народной армии интернациональных бригад — независимых соединений частей из зарубежных добровольцев (как правило, членов коммунистических или социалистических партий различных стран, а также анархистов) с собственным командованием.
14 октября первая группа будущих интербригадовцев прибыла в Альбасете. 22 октября был официально подписан указ об их создании; в тот же день были окончательно сформированы первые четыре интернациональных батальона. Они составили 1-ю интербригаду, получившую в Народной армии 11-й порядковый номер. Её возглавил гражданин СССР австрийского происхождения Манфред «Эмиль Клебер» Штерн. 8 ноября была сформирована 12-я интербригада (командующий гражданин СССР венгерского происхождения Мате «Лукач» Залка), 3 декабря — 13-я интербригада (командующий гражданин СССР немецкого происхождения Вильгельм «Гомес» Цайссер), 23 декабря — 14-я интербригада (командующий — гражданин СССР польского происхождения Кароль «Вальтер» Сверчевский). В 1937 году были созданы ещё три интернациональные бригады (15-я, 129-я, 150-я).
Националисты тем временем продолжали движение на Мадрид. В конце сентября Африканской армии Франко, правда, пришлось повернуть часть сил на юг. Было необходимо выручить осаждённых сподвижников в Толедо — небольшая группировка военных, фалангистов и монархистов с семьями под руководством полковника Хосе Итуарте Москардо с начала войны держала осаду в старинном толедском алькасаре. 27 сентября группировка «африканцев» Ягуэ без особого труда разбила республиканские части и освободила осаждённых.

Франсиско Франко (в центре)

28 сентября на совещании генералитета восставших был избран новый руководитель националистического движения. Им стал генерал Франсиско Франко. В его пользу сыграли отсутствие явных политических пристрастий, поддержка со стороны Италии и Германии, несомненный полководческий и управленческий талант. Франко был присвоен чин генералиссимуса и титул каудильо («предводителя»). 1 октября Франко объявил о создании собственного правительства — Государственно-исполнительной хунты в кастильском городе Бургос. Войска националистов были разделены на более слабую Южную армию генерала Кейпо де Льяно, которой предстояло вести борьбу с республиканцами в Андалусии, и более сильную Северную армию генерала Молы, которой было поручено в ближайшее время взять Мадрид.
Таким образом, начало войны стало периодом крупных неудач Испанской республики. Используя такие свои преимущества, как внутреннюю дисциплину, скоординированность действий и активную поддержку государств с фашистскими и полуфашистскими режимами, испанские националисты сумели одержать ряд значимых побед, взять под свой контроль почти половину территории Испании и начать подготовку к наступлению на столицу страны Мадрид.

### Оборона Мадрида
План националистов по захвату Мадрида был довольно простым, так как они не рассчитывали на серьёзное сопротивление плохо организованных частей Народной армии (столицу защищало примерно 20 тысяч республиканских солдат и офицеров). Ударная группировка Северной армии генерала Варелы (10 тысяч человек), используя немецкие танки Pz I, должна была окружить Мадрид с юга и запада, постепенно сужая фронт. С воздуха войска Варелы должна была прикрывать итало-немецкая авиация, которая со 2 октября начала массированные бомбардировки Мадрида.

Республиканский плакат: «Внимание! Пятая колонна не дремлет!»

Большую роль во взятии столицы командование мятежников отводило своим сторонникам в осаждённом городе. Командовавший Северной армией Эмилио Мола заявил, что, помимо имеющихся в его распоряжении четырёх армейских колонн, он располагает ещё пятой колонной в самом Мадриде, которая в решающий момент ударит с тыла.
17 октября Варела взял городок Ильескас в 40 км от Мадрида. 23 октября танковая колонна националистов подполковника Карлоса Асенсио Кабанильяса вышла на южные подступы к столице, взяв города Сенсенья, Эскивас и Борокс. Ларго Кабальеро был вынужден вновь сменить командующего Центральным фронтом, назначив им генерала Себастьяна Посаса.
На помощь Испанской республике пришёл СССР, ранее осуществлявший лишь гуманитарные поставки в Испанию. 29 сентября 1936 года политбюро ЦК ВКП(б) решает начать оказывать республиканцам и военную помощь (к тому времени в Испании, помимо командования интербригад, уже официально находилось более 30 советских авиационных специалистов). В середине октября в Испанию прибывают первые партии истребителей И-15, бомбардировщиков АНТ-40 и танков Т-26 с советскими экипажами. Главным военным советником стал генерал Ян Берзиньш (псевдоним — «Гришин»), военным атташе — Владимир «Горис» Горев. Полпредом (послом) и генеральным консулом СССР в Испанской республике были Марсель Розенберг и Владимир Антонов-Овсеенко. 23 октября советский полпред в Великобритании И. М. Майский официально объявил одному из идеологов «невмешательства» английскому дипломату лорду Плимуту о фактическом отказе СССР от участия в политике невмешательства в гражданскую войну в Испании.
В сложившейся ситуации советские офицеры были вынуждены буквально «с колёс» вступать в боевые действия. Так, 29 октября танковая рота капитана РККА Поля «Грейзе» Армана участвует в удачном контрнаступлении Народной армии на Сенсенью. В конце октября — начале ноября ряд успешных бомбардировок «национальной зоны» проводят эскадрильи АНТ-40. Целую серию удачных диверсий в тылу у националистов провела группа подрывников под руководством Хаджи-Умара «Ксанти» Мамсурова и Ильи Старинова.
Сначала транспортировка военных грузов из СССР в Испанию осуществлялась через советские черноморские порты (Одесса, Севастополь, Феодосия, Керчь) и Средиземное море до Картахены. Для маскировки при выходе в Средиземное море советские суда поднимали иностранные флаги и меняли названия. После того, как усилилась блокада и активизировались действия флота националистов на морских коммуникациях, грузы стали отправлять из северных портов СССР (Ленинград, Мурманск) морем до Гавра или Шербура, а оттуда — по железной дороге через Францию. Было потоплено три советских судна и столько же было захвачено националистами, причём все они следовали без военных грузов и под советским флагом. Лишь одно из судов с грузом не дошло до Картахены: повреждённое авиацией, оно выбросилось на берег, но все же было разгружено.
Оказание военной помощи республиканцам со стороны СССР заставило Италию и Германию увеличить масштабы своей поддержки националистов. Так, 6-7 ноября было объявлено о создании из 6500 немецких лётчиков-добровольцев и обслуживающего персонала авиационного легиона «Кондор» под командованием Хуго Шперле. Через «Кондор» прошли такие немецкие асы грядущей Второй мировой войны как Вернер Мёльдерс и Адольф Галланд. Через две недели в Испанию прибыл и бронетанковый немецкий батальон полковника Вильгельма фон Тома.
К 4 ноября попытки контрнаступления Народной армии окончательно провалились. В этот же день Варела после короткого боя взял город Хетафе, находящийся всего лишь в 13 километрах от Мадрида. Националисты не скрывали своего оптимизма и считали итоговый успех наступления делом ближайших дней. Большинство зарубежных наблюдателей придерживались того же мнения. Падение Мадрида считали неминуемым и многие республиканцы. Так, ещё 22 октября столицу покинул президент Асанья. Премьер-министр республики Ларго Кабальеро держался смелее и пытался по мере сил организовать оборону города.
Националисты тем временем уже заняли столичные предместья Карабанчель, Каса-дель-Кампо и Университетский городок. В Мадриде стояла паника, жители города подозревали друг друга в содействии националистам. В ночь с 5 на 6 ноября и Ларго Кабальеро вместе с правительством, несмотря на недовольство КПИ и ФАИ, был вынужден переехать из Мадрида в Валенсию, поручив отстаивать город Хунте обороны Мадрида во главе, как считалось, с малоспособным и престарелым генералом Хосе Миахой. При поддержке коммунистической партии, её молодёжных организаций и профсоюзов Миаха смог мобилизовать едва ли не всё мужское население Мадрида. Это позволило Хунте обороны создать огромный численный перевес: на 40 тысяч защитников Мадрида наступало около 10 тысяч националистов, измотанных несколькими месяцами непрерывных боёв, имевших, правда, перевес в количестве личного оружия и военной техники.

«Республика защитит себя!» Республиканская открытка Хунты обороны Мадрида 1936

7-12 ноября стали периодом самых ожесточённых боёв за Мадрид. Бои шли уже на окраинах города. Начальник штаба Хунты обороны Мадрида Висенте Рохо сумел предугадать направление основного удара националистов, что остановило их наступление на окраинах города. Неоценимую помощь республике оказали и советские лётчики и танкисты. И без того имевшие численное преимущество защитники Мадрида пополнились добровольцами 11-й и 12-й интернациональных бригад, а также отрядами арагонских и каталонских анархистов Буэнавентуры Дуррути. Последние уже за неделю потеряли более половины своих бойцов, а 19 ноября в боях за город погиб и сам Дуррути — по официальной версии из-за несчастного случая.
Уличные бои шли ещё почти две недели, но их накал постепенно спадал. Не помогали националистам и регулярные налёты эскадрилий легиона «Кондор». Более того, массированные бомбардировки Мадрида вызвали негативное отношение к франкистам за рубежом.
23 ноября на совещании националистического генералитета в Хетафе Франко с неудовольствием заметил, что несмотря на огромные потери (более 30 тысяч при в четыре раза меньших у националистов), «красные» всё же смогли отстоять Мадрид. Из Северной армии была выделена новая, Центральная, под командованием генерала Андреса Саликета, которой предстояло вести уже не наступление, а защиту отвоёванных у республики территорий.

Разбомблённый легионом «Кондор» Мадрид. Декабрь 1936

Лучший ас легиона «Кондор» (14 побед в воздушных боях) Вернер Мёльдерс

Военная неудача компенсировалась дипломатическими успехами. Ещё до Мадридской битвы Франко и Государственно-исполнительную хунту законными властями Испании признали Португалия и ряд латиноамериканских государств с правыми диктаторскими режимами. 18 ноября это же сделали руководства Италии и Германии.
Таким образом, понеся значительные потери в живой силе, территории и технике, республиканцам удалось одержать победу в битве за Мадрид при значительном вкладе в этот успех СССР. Столица Испании оставалась под контролем Испанской республики вплоть до самого конца войны.

### Сражения конца 1936 и начала 1937 годов

Бойцы республиканской армии. 1937

После успешной обороны Мадрида республиканцы не сумели организовать контрнаступление на Центральном фронте. Народная армия была организована несравненно хуже националистических войск. По-прежнему в большинстве её частей отсутствовали дисциплина и единоличное командование. Не было координации действий между разными фронтами. Многих высокопоставленных деятелей Генштаба, министерств армии и флота подозревали в сотрудничестве с разведкой националистов.
Серьёзные проблемы испытывало правительство Народного фронта и в тылу. Бездействовала потенциально мощная республиканская промышленность. Заводы и фабрики, как правило, контролировались партийными и профсоюзными комитетами и ничего не давали фронту. В начале 1937 республиканская промышленность обеспечивала лишь одну пятнадцатую часть потребностей Народной армии. Поставки же оружия и боеприпасов из-за рубежа (в основном, из СССР и Мексики) не могли серьёзно улучшить ситуацию.
Столь же удручающее положение царило и в сельском хозяйстве. Несмотря на радикальную аграрную реформу Ларго Кабальеро, во многих регионах Испании крестьяне жили ещё хуже, чем при монархии; наметилась зловещая для республиканского правительства в Валенсии тенденция перехода крестьян в националистическую Испанию. Британская газета «Таймс» писала:
В Испанской республике крестьяне могут пахать, сеять и гадать, кто их потом ограбит.
Лишь в самом конце ноября 1936 части Народной армии предприняли попытки наступления на Талаверу-де-ла-Рейну в Кастилии и Витторию в Наварре, которые закончились неудачами.
Националисты же достаточно быстро оправились от поражения под Мадридом. Была успешно проведена очередная мобилизация. В Центре и на Севере войска Франко успешно сдерживали разрозненные республиканские удары, а на Юге, где у республики по-прежнему воевали плохо организованные отряды милиции, они продолжали одерживать победы. Кейпо де Льяно фактически контролировал уже всю Андалусию, окружив Малагу, последний оплот республики в этом регионе. В начале февраля Малага была взята полковником Фернандо Бурбоном де ля Торре.
Во взятии Малаги принял участие и итальянский Корпус добровольческих сил генерала Марио «Манчини» Роатты, первые части которого высадились в Испании 7 декабря. Через два месяца корпус насчитывал в своих рядах до 50 тысяч солдат и офицеров, но при этом, из кадровых военных, имевших опыт участия в недавней войне в Эфиопии, была набрана лишь одна дивизия корпуса из четырёх, «Литторио» («Отважная»). Остальные же («Божья воля», «Чёрное пламя» и «Чёрные стрелы») были укомплектованы в основном за счёт добровольцев, служивших в фашистской милиции, неопытных и обладавших слабой дисциплиной.
Прибытие итальянских добровольцев руководство республики расценило как интервенцию. Вопрос об иностранном вмешательстве был вынесен на международный уровень. 10 декабря Лига Наций осудила интервенцию в испанский конфликт, но при этом даже не назвав государств, в этом уличённых. Тогда же Британией и Францией было предложено Испанской республике прекратить войну путём переговоров с националистами, используя эти две державы как посредников, но республиканские представители от этого предложения решительно отказались.

Бойцы 14-й интернациональной бригады Народной армии

29 декабря республиканская Хунта обороны Мадрида начала новое наступление на войска националистов. Части Народной армии вышли к городку Брунете, опорному пункту франкистов. Однако, воспользовавшись рядом ошибок противника, националистические войска генерала Варелы неожиданно ударили с юга. Началось второе сражение за Мадрид, получившее в литературе название «Туманного сражения». «Туманное сражение» продолжалось десять дней и проходило в крайне ожесточённых боях — обе стороны потеряли в нём примерно по 15 тысяч бойцов. В итоге, наступавшие националисты вновь были остановлены буквально на самых подступах к столице, у реки Махадаонды. Ключевую роль в этом сыграло бесспорное огневое превосходство (невзирая на устарелость конструкции и прочие недостатки) поставленных СССР республике танков Т-26 над немецкими танками Pz I у националистов.
Падение Малаги заставило руководство республики провести новое ответное наступление на Центральном фронте. Для этого была сформирована мощная группировка генерала Посаса. Однако дата операции дважды переносилась, националисты узнали о готовящемся ударе Народной армии и начали наступление сами. Атаковать франкисты решили юго-восточнее Мадрида, в долине реки Харама.
Сражение за Хараму началось 6 февраля. Наступавшая группировка Варелы впервые применила в ней ставшие потом легендарными немецкие 88-мм зенитки. Первые бои прошли крайне успешно для националистов, им удалось прорвать республиканскую оборону. Генерал Посас рассчитывал остановить наступавших у самой реки Харамы: переправа через неё из-за крутости берегов почти невозможна, а все мосты тщательно охранялись. Однако в ночь на 8 февраля небольшая группа марокканцев полностью вырезала охрану одного из мостов. Захватив его, националисты перешли через Хараму и продолжили наступление.
В республике вновь началась паника. Многие вновь заявляли, что теперь Мадрид не удержать. Однако спешно переброшенная коммунистическая 11-я дивизия Энрике Листера смогла остановить продвижение националистов. Вскоре к Хараме были стянуты и другие подкрепления, в том числе и интербригады. С 11 по 16 февраля возле Харамы шли жесточайшие как и наземные, так и воздушные бои, в результате которых силы националистов иссякли. Значительную роль в этом сыграла и советская бронетанковая бригада комбрига Дмитрия «Пабло» Павлова. К 27 февраля бои на Хараме прекратились: республиканцы всё же так и не смогли отбросить националистов обратно за Хараму. В сражении полегло по 20 тысяч солдат и офицеров с каждой стороны.

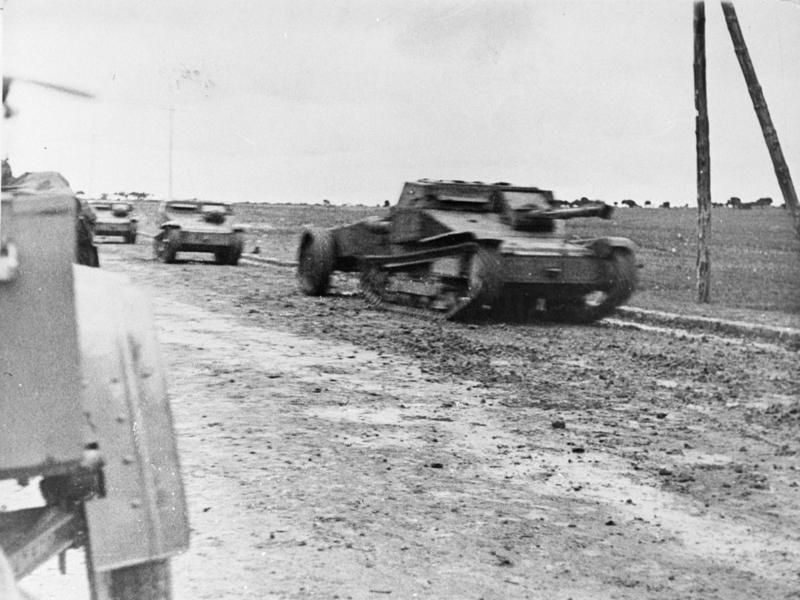
Итальянские танкетки «Ансальдо» под Гвадалахарой

Нарушить равновесие сил попытались итальянцы. Роатта с одобрения Муссолини разработал операцию по захвату Мадрида Корпусом добровольческих сил ударом с северо-востока, через городок Гвадалахара (см. Гвадалахарская операция). К явному неудовольствию Франко и его сторонников, испанцам в этой операции отводилась второстепенная роль — высокомерные итальянцы предполагали задействовать лишь одну дивизию националистов под командованием героя обороны Толедо генерала Москардо Итуарте.
Ещё большее возмущение у испанских националистов вызывали разговоры итальянцев о будущем Испании: после взятия Мадрида, которое те считали делом ближайших дней, они восстановят на Пиренеях монархию, посадив на престол кого-нибудь из родственников итальянского короля Виктора Эммануила III. Фактически итальянские фашисты уже рассматривали Испанию как часть новой Италии Муссолини.
Судя по всему, Роатта сильно переоценил взятие Малаги в общем и роль в нём итальянцев в частности. В той операции от итальянского корпуса участвовала лишь наиболее подготовленная дивизия «Литторио», при том что собственно войск Франко было почти в три раза больше. Не представлял тогда серьёзной ценности и гарнизон Малаги.
Впрочем, начало Гвадалахарского сражения тоже не предвещало ничего плохого для Корпуса добровольческих сил. В начале марта он незаметно для республиканцев был переброшен из Андалусии в Кастилию. 8 марта он прорвал позиции 12-й дивизии Народной армии, пройдя через три дня с боем 30 километров. Однако республиканцам, как и при Хараме, удалось быстро перебросить подкрепления на опасный участок фронта. К 12 марта против фашистов стояли коммунистическая дивизия Энрике Листера, анархистская — Спириано Меры и 11-я интербригада Штерна. Используя благоприятную климатическую обстановку (туманы, облачность, осадки), республиканцы к 15 марта остановили итальянских добровольцев.

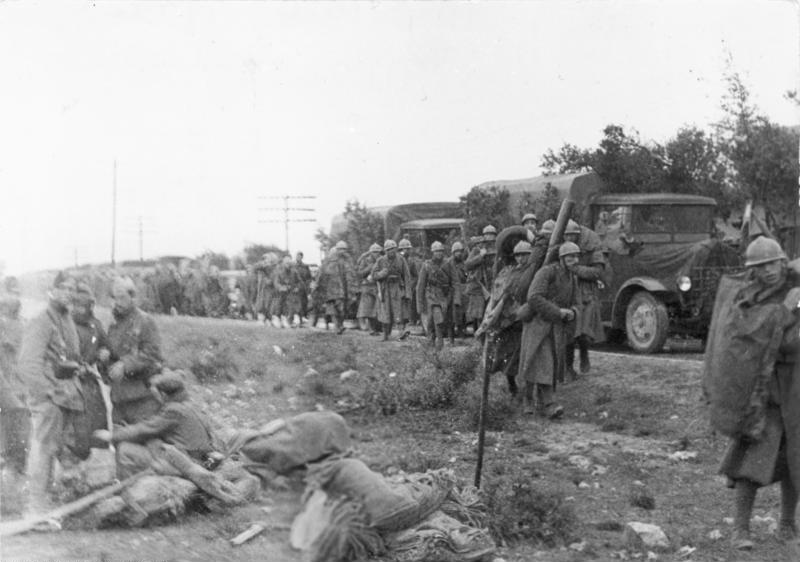
Войска итальянцев под Гвадалахарой. 29.03.1937

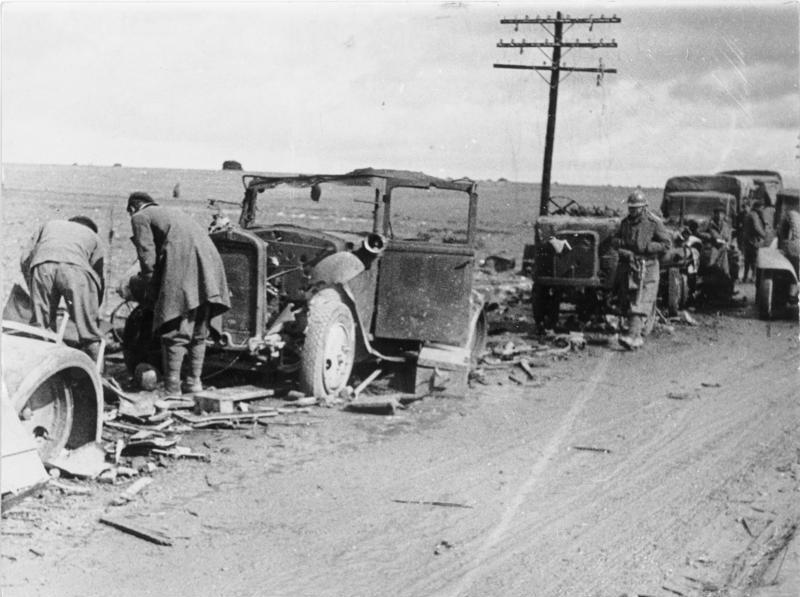
Разбитая итальянская техника под Гвадалахарой. 1937

Очень скоро сказались слабые боевые и моральные качества итальянских солдат: среди них начались самоубийства, самострелы, дезертирство. Заметно снизила боеспособность корпуса и непривычно суровая для Испании погода. Сказалась и тактическая ошибка Роатты: итальянские дивизии растянулись вдоль дороги на 20 километров и только мешали друг другу. В итоге, всё это вылилось в поражение итальянцев 18 марта. Сначала фактически бросила фронт дивизия «Божья воля», затем её примеру последовали и остальные соединения корпуса, за исключением «Литторио», но и та не смогла остановить части Листера, Меру и Штерна. В итоге, Гвадалахарская битва стоила итальянцам 12 тысяч раненых, убитых и пленных бойцов. Противникам фашистов досталось огромное количество различных трофеев — от танков до телеграмм от Муссолини. Потери республиканцев не превышали 6 тысяч.
Испанские националисты на неудачу своих самоуверенных союзников отреагировали как минимум спокойно. Так, дивизия Москардо вступила в сражение лишь когда республиканцы стали угрожать непосредственно ей самой. Среди офицеров-франкистов стали популярными тосты за испанский героизм, «какого цвета он бы ни был».
В конце марта республиканцы смогли одержать победу и на Юге — не знавший ранее поражений Кейпо де Льяно не сумел взять города Пособланко и Альмаден с ценными ртутными рудниками.
Таким образом, по итогам битв конца осени 1936 — начала весны 1937 линия фронта окончательно стабилизировалась. Обе стороны окончательно потеряли надежду на быструю победу в войне. Настало время для решительных и мощных ударов.

### Битва за Страну Басков
В конце марта 1937 Франко решает перенести тяжесть войны на Северный фронт, дабы захватить республиканский Север Испании, состоявший из Астурии, Кантабрии и Страны Басков. С одной стороны, это были одни из наиболее промышленно развитых регионов Испании, с другой стороны, республиканский Север был разобщён и поэтому уязвим. Все три его части фактически являлись самостоятельными государствами со своими правительствами (объединённым коммунистическо-социалистическо-анархистским в Астурии, республиканско-социалистическим в Кантабрии и католическо-баскским в Стране Басков), вооружёнными силами и даже валютой. Попытки шахтёрской Астурии наладить хотя бы минимальное взаимодействие между вооружёнными силами всех трёх частей Севера наталкивались на неприятие социалистов Кантабрии и вежливый отказ басков, не желавших подчиняться «безбожникам-коммунистам». Слабыми были и контакты Севера с основной территорией республики. Республиканские военные и политики вообще рассматривали Северный фронт как малозначимый и отправляли туда слишком мало оружия, снарядов и продовольствия. Итогом этого стала катастрофическая нехватка на Севере как оружия с боеприпасами, так и продовольствия. От голода жителей Севера слабо спасали и регулярные поставки гуманитарной помощи из Франции, Великобритании и СССР

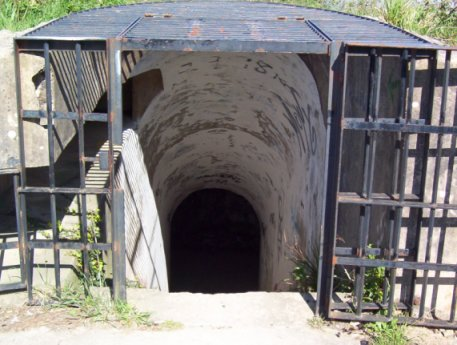
Один из входов в бункер «Центуриона»

Первой целью националистов стала Страна Басков. 50-тысячной Северной армии генерала Молы с 200 орудиями, 150 самолётами и 50 танками баски могли противопоставить лишь 30 тысяч солдат и офицеров, 60 мелкокалиберных пушек, 25 самолётов и 12 танков. Фактически обороной региона руководил председатель местного правительства Хосе Антонио Агирре.
Надеждой басков была долгосрочная система укреплений вокруг своей столицы Бильбао «Центурион» (он же «Железный пояс»), воздвигнутая зимой 1936/1937 под руководством французских инженеров. Однако уже при планировании инженеры допустили ряд явных ошибок в «Центурионе» (он слишком близко находился к Бильбао, был плохо замаскирован и, самое главное, основные его бастионы были построены не на южном и восточном фасе фронта, против франкистов — баски рассчитывали на скорое освобождение своими силами южных и восточных баскских провинций — а на западном, против Астурии и Кантабрии). Вдобавок ко всему, в начале битвы к националистам перебежал майор Гойкоэчеа, один из руководителей строительства фортификационной линии, со всеми её чертежами.
Главным козырем националистов в сражениях за Страну Басков стало безоговорочное и подавляющее превосходство в воздухе. Так, Мола заявил:
Я намерен быстро закончить кампанию на Севере. Если ваша покорность не будет немедленной, я сравняю Страну Басков с землёй.
То, что это не пустые слова, показал первый же день битвы — 1 апреля был разбомблён старинный баскский посёлок Дуранго со множеством католических церквей и монастырей, при этом погибло почти 260 человек.

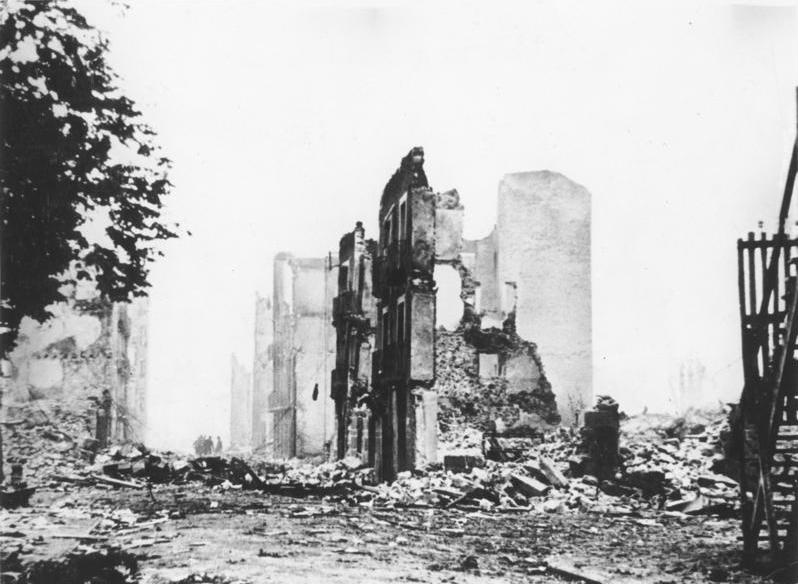
Руины Герники

Впрочем, на земле баски держались с невероятной стойкостью и смелостью. Лишь после ожесточённого сражения 4 апреля Мола берет городок Очандиано. После этого последовали ещё две недели упорных боев. Тем не менее 20 апреля наваррские рекете всё же овладели ключевыми высотами Инчорт.
26 апреля немецкие и итальянские лётчики на «юнкерсах-52» и «савойях СМ.79» по приказу командования легиона «Кондор» нанесли большие разрушения старинному, священному для басков городку Герника. В итоге погибли до 900 человек, преимущественно мирных жителей. Правда, значительная их часть погибла не столько от собственно авианалётов, сколько от начавшегося вскоре большого пожара.
Новым ударом по баскам стало уменьшение объёмов иностранных поставок продовольствия, так как 6 апреля Мола объявил о морской блокаде северных регионов республики. Впрочем, многие британские суда на свой страх и риск продолжали доставлять грузы в республику, несмотря на противодействие франкистских ВМС.
29 апреля это привело к серьёзному международному инциденту: при попытке остановить английское судно неожиданно пошёл ко дну националистический линкор «Эспанья». Версия, ставшая фактически официальной — он подорвался на поставленной своими же морской мине (более вероятна иная версия — «Эспанья» был торпедирован английской подлодкой, тайно сопровождавшей своего «купца»). Это происшествие повлияло на решение Комитета по невмешательству запретить поддержку любой из сторон в испанской войне другими государствами. Была даже предпринята попытка международного контроля за исполнением этого постановления со стороны Франции, Великобритании, Германии и Италии (СССР от участия в этом мероприятии отказался), которая на деле ни к каким результатам не привела.
Через два дня после бомбардировки руины Герники были взяты наваррцами. А 1 мая части итальянского корпуса, обновлённого и значительно повысившего свою боеспособность при новом командующем генерале Этторе Бастико, берут город Бермео. За месяц басконской битвы армия Молы продвинулась вперёд на 20 километров, то есть, в день полуголодные и страдающие от нехватки оружия и боеприпасов баски в среднем отступали лишь на 750 метров.
Параллельно с кампанией в Басконии, Франко укреплял свою единоличную диктатуру на подвластной территории Испании при активном содействии своего свояка — виднейшего националистического политика Рамона Серрано Суньера. Так, 19 апреля Франко обнародовал Декрет об унификации — на основе Испанской Фаланги СНСН и ряда монархических групп создавалась новая, единственно легальная на подконтрольной националистам территории страны, партия с длинным и запутанным названием: «Испанская Традиционалистская Фаланга союзов национал-синдикалистского наступления». Главой обновлённой Фаланги становился лично Франко.
Выразившие недовольство этим событием фалангисты, в том числе и бывший глава Фаланги Мануэль Эдилья, были в течение нескольких дней арестованы и приговорены к смертной казни, вскоре заменённой на сравнительно небольшие сроки лишения свободы (так, Эдилья провёл в заключении четыре года). Новая Традиционалистская Фаланга стала надёжной опорой военной диктатуры Франко. При её помощи были созданы ряд корпоративных организаций (Рабочий национально-синдикалистский центр, Национально-синдикалистский центр предпринимателей, фалангистские женские и молодёжные организации и так далее), позволивших националистам навести жёсткий порядок на своей территории.

### Майские события в Барселоне
В первой половине 1937 года между НКТ и ПОУМ с одной стороны, каталонскими националистами, ОСПК и Всеобщим союзом трудящихся Каталонии (ВСТК) — с другой нарастали противоречия из-за отношения к экономическим преобразованиям, организации вооруженных сил, конструкции власти. Стороны обвиняли друг друга в насилии. ОСПК обвиняла ПОУМ в «троцкизме».
3 мая 1937 года гражданские гвардейцы, руководимые членом ОСПК, генеральным комиссаром охраны порядка Р. Саласом, попытались захватить Центральную телефонную станцию Барселоны, контролируемую НКТ. Эта акция не была согласована с правительством. Она привела к перестрелке и вызвала возмущение рабочих из НКТ, которые объявили забастовку, построили баррикады и блокировали объекты националистов и ОСПК. На стороне НКТ выступила ПОУМ. Начались уличные бои.
5 мая из Валенсии, где размещалось центральное правительство Республики, прибыла делегация НКТ и ВСТ, приступившая к переговорам о прекращении конфликта. Утром 6 мая оба профцентра призвали прекратить огонь. 7 мая в Барселону вошли правительственные войска, контролировавшиеся правыми социалистами и коммунистами. После прибытия войск более 300 членов НКТ и ПОУМ было арестовано. Их обвинили в организации мятежа. Всего, по официальным данным, в ходе уличных боев в Барселоне погибли 500 человек и не менее 100 были ранены.
14 мая на заседании правительства большинство министров потребовали от Ларго Кабальеро роспуска и запрета ПОУМ, разоружения тылового населения, снятия с себя полномочий министра обороны и отставки министра внутренних дел Галарсы. Ларго Кабальеро отказался удовлетворить хотя бы одно из этих требований и вскоре был вынужден подать в отставку.
Новым премьер-министром 16 мая 1937 года президент Асанья утвердил кандидатуру коммунистов — умеренного социалиста, министра финансов в прежнем правительстве Хуана Негрина. В правительство Негрина вошли три социалиста, два либерала, два коммуниста, по одному баску и каталонцу.

### Завершение борьбы за Страну Басков
Май 1937 года был отмечен целой серией крупных международных инцидентов: 13 мая возле Альмерии на мине националистов подорвался британский эсминец «Хантер», 24 мая республиканские ВВС Игнасио Идальго де Сиснероса повредили возле Балеарских островов два итальянских военных судна, 26 и 29 мая от республиканских ВВС страдают уже немецкие военные корабли, стоявшие (в нарушение предписаний Комитета по невмешательству) в порту захваченной франкистами Мальорки, в отместку 31 мая немецкий «карманный линкор» «Граф Шпее» при поддержке четырёх эсминцев обстрелял контролировавшийся республиканцами портовый город Альмерия; погибло 20 и было ранено свыше 100 мирных испанцев. В тот же день Германия и Италия объявили о выходе из системы морского контроля за соблюдением «невмешательства».
Между тем, Негрин проявлял качества одарённого политика и управленца. При нём эффективнее заработал государственный аппарат, был наведён относительный порядок в тылу. Новый министр обороны Индалесио Прието в спешном порядке занялся реорганизацией республиканских войск, стремясь превратить их в настоящую регулярную армию. Наконец-то началось оказание полноценной помощи Северу.
Однако эти меры уже запоздали — у басков окончательно иссякли как и материальные ресурсы, так и моральный дух, и они стремительно отступали. Не повлияла на неудачно складывающиеся для республиканцев бои в Стране Басков и гибель генерала Эмилио Молы. 3 июня он погиб в авиакатастрофе близ Бургоса — его самолёт в тумане врезался в гору. Новым командующим националистической Северной армией стал бывший заместитель Молы генерал Хосе Солчага, достаточно быстро показавший, что мало в чём уступает своему предшественнику.
Спасти Страну Басков Негрин и Прието попытались путём возобновления отложенного из-за майских событий в Барселоне наступления на Центральном фронте. Однако последствия метаний войск с фронта и обратно привело к тому, что франкистская агентура выяснила не только численность республиканских сил, но и направления ударов, приняв соответствующие контрмеры. Как результат — 27 мая республиканский корпус генерала Доминго Морионеса двинулся на удерживаемый националистами город Сеговия; вскоре он был остановлен войсками генерала Варелы у населённого пункта Ла-Гранха, в ходе боев под которым республиканцы потеряли треть личного состава, тогда как потери националистов были ничтожны. 10 июня пятнадцатитысячная группировка Народной армии генерала Посаса, зная, что её ждут под Сарагосой, начала наступление на Арагонском фронте на городок Уэска. Защищавших его франкистов было в 3-4 раза меньше. Однако республиканцы действовали излишне прямолинейно, их командиры пренебрегали разведкой. К 23 июня бои за Уэску завершились зловещим поражением республики — потеряв в боях 40 % своих бойцов, они не смогли добиться никаких успехов.
Националисты продолжали успешное наступление в Стране Басков. 13 июня бригады наваррских рекете полковников Алонсо Веги и Гарсиа Валиньо подошли к пригородам Бильбао. Началась битва за басконскую столицу. 19-20 июня националисты и итальянские добровольцы окончательно берут опустевший Бильбао — большая часть его жителей бежала из города. В Сантандер переехало и правительство Агирре. Автономия Страны Басков была тут же отменена указом каудильо. За три месяца боев в Стране Басков победители потеряли 30 тысяч человек, проигравшие — 50 тысяч.
Таким образом, весной 1937 националисты сумели взять стратегически важный регион Испании, хотя и ценой ожесточённых боев и значительных потерь. Новой целью Северной армии националистов стала соседняя со Страной Басков Кантабрия. Важными оказались и политические итоги весны 1937: Франко окончательно оформил свою диктатуру, расправившись с внутренней оппозицией, в то время как в Испанской республике сохранялась политическая нестабильность.

### Падение Кантабрии и Астурии. Битвы у Брунете и Сарагосы
Падение Страны Басков стало далеко не единственной неудачей республики в июне 1937 года. Так, 17 июня в Картахене взорвался линкор «Хайме I», гордость республиканского военного флота. Насчёт истинной причины этой катастрофы до сих пор спорят историки, выдвинуто немало различных версий: от неосторожного курения экипажа судна до диверсии агентуры националистов.
Этот же месяц был отмечен кампанией правительства Негрина по ликвидации ПОУМ и его вооружённых формирований. Эта операция стала боевым крещением для недавно созданной республиканской службы государственной безопасности СИМ (исп. «Служба военной информации»). Изначально новое руководство республики намеревалось лишь распустить ПОУМ, арестовать и осудить его руководство за разжигание и поддержку майских беспорядков в Каталонии.
Однако ближе к концу июня выяснилось, что арестованный лидер ПОУМ Андреу Нин исчез. Это вызвало настоящий скандал: Негрин в открытую обвинил в исчезновении и убийстве Нина КПИ, фактически руководившую СИМом. Однако испанские коммунисты уверяли, что ничего о судьбе лидера ПОУМ не знают. Предположительно, Нин был убит в одной из тайных тюрем интербригад в городке Алькала-де-Энарес при участии агентов НКВД.
Эпизод с ликвидацией ПОУМ и таинственным исчезновением Нина нанёс ещё один удар по демократическому образу республики, ослабил симпатии к ней за рубежом. Многие интербригадовцы, приехавшие воевать за абстрактные идеалы свободы и борьбы с фашизмом, начали разочаровываться в своём деле. Начиная с этого времени, их моральный дух и боевая ценность стали стремительно падать. Повсеместным явлением стало массовое бегство интербригадовцев с фронта и прочие инциденты такого рода. Ответом на это стало согласованное с НКВД СССР развёртывание в тылу интербригад пулемётных заградотрядов.
Однако республиканские политики и военные ещё не теряли надежд переломить ход войны. На июль ими было запланировано крупное наступление на Центральном фронте на городок Брунете. Брунетская операция была тщательно разработана республиканскими генштабистами и советскими специалистами во главе с полковником Висенте Рохо. Всего группировка Народной армии под командованием генерала Миахи включала в себя 85 тысяч солдат и офицеров — притом, что Брунете защищало только 10 тысяч франкистов.
Как и следовало ожидать, не знавшие о наступлении противника националисты 5 июля были отброшены на 15 километров к западу. Народная армия быстро взяла Брунете и ряд окрестных посёлков. Однако вместо того, чтобы идти дальше, республиканцы начали «зачистку» местности от остатков частей противника. Сыграл свою роль и излишне сложный план операции, предложенный Рохо; он предполагал после взятия Брунете поворот на 90 градусов, при его выполнении фронтовыми частями на малочисленных и плохих дорогах Брунете образовались «пробки».
Тем временем Франко начал спешно перебрасывать к Брунете пехотные подкрепления, а также эскадрильи легиона «Кондор». 9-10 июля началось контрнаступление националистов под командованием генерала Варелы. Республиканцы оказались не готовы к такому повороту событий, среди них резко упал боевой дух. Немногие части, сохранившие дисциплину, несли страшные потери; так, 11-я дивизия Энрике Листера потеряла под Брунете 60 % личного состава.
Вскоре националисты отбили Брунете у неприятеля. После неудач на фронте среди республиканских офицеров мгновенно начались ссоры и взаимные обвинения в некомпетентности, трусости и предательстве. К 27 июля сражение за Брунете окончательно завершилось. Наступление республиканцев было полностью отбито, они потеряли в нём 25 тысяч человек (франкисты — в 2,5 раза меньше). Единственным выигрышем республиканцев стала отсрочка наступления националистов на севере.
Этот месяц позволил властям Кантабрии формально поставить под ружьё для борьбы с националистами около 90 тысяч людей. Силы националистов и итальянцев насчитывали 75 тысяч солдат и офицеров. 14 августа войска Солчаги повели наступление на город Рейноса. Командовавший республиканцами генерал Улибарри, несмотря на противодействие многих офицеров, решил не сдавать город. Первые три дня республиканцы стойко обороняли Рейносу, однако достаточно быстро их боевой дух стал иссякать. 18 августа они бросили фронт.
Осознавая неминуемость поражения, Сантандер покинули высокопоставленные республиканские политики и военные. Оставшиеся вступили в контакт с командованием итальянского корпуса и договорились сдать Сантандер без боя в обмен на жизнь, свободу и право на свободный выезд за рубеж его бывших защитников и жителей. Бастико согласился и 26 августа его войска без единого выстрела вступили в город.
Однако Франко узнал об особых условиях сдачи Сантандера лишь 28 августа и тут же потребовал от итальянцев их аннулировать. Бастико был возмущён, однако Муссолини решил не ссориться с каудильо и предпочёл согласиться с его требованиями. Бастико был заменён новым командующим генералом Берти. Иностранные суда, взявшие на борт беженцев-республиканцев, задерживались в портах, их пассажиры арестовывались и немедленно передавались националистическим трибуналам. Всего франкистами было взято в плен 60 тысяч человек.
Взятие Сантандера итальянская пресса рассматривала исключительно как «великую победу» своих соотечественников. Это придало уверенности итальянским подводникам, развязавшим в августе 1937 г. настоящую подводную войну против всех судов, заподозренных в поставках грузов в Испанскую республику. На международной конференции в Швейцарии Лига Наций в начале сентября осудила «подводное пиратство в испанских водах». Уличённым в «пиратстве» субмаринам грозила гибель — Лига Наций разрешила уничтожать такие подводные лодки. С этого времени итальянцы прекратили свою охоту за судами, перевозящими помощь в Испанскую республику.
В эти же дни начала сентября состоялось одно из немногих крупных морских сражений войны. В Средиземном море у алжирского мыса Тенес националистическая эскадра адмирала Виерны напала на два республиканских военно-транспортных судна под охраной двух крейсеров и восьми эсминцев под командованием каперанга Буисы. Несколькими удачными выстрелами республиканцы сумели серьёзно повредить флагман противника «Балеарес», и националисты были вынуждены отступить в Малагу. В победе республиканских ВМС у Тенеса важную роль сыграли и советские специалисты Алафузов и Питерский.
Республиканское командование решило повторить успех и на суше. На сентябрь было запланировано новое наступление Народной армии на Арагонском фронте, целью его был центр Арагона Сарагоса. Боям с националистами предшествовала карательная операция против арагонских анархистов . Был разогнан анархистский Совет обороны Арагона в городе Каспе. Также республиканцы конфисковали из тайников ФАИ—НКТ оружие и военную технику и арестовали более 600 анархистов. Помня о судьбе ПОУМ и Андреу Нина, руководство ФАИ—НКТ предпочли не протестовать против действий властей в Арагоне.
Республиканцы после этого сосредоточили в Арагоне мощную 80-тысячную группировку генерала Себастьяна Посаса. У неё на вооружении находилось 200 орудий, 140 самолётов, 100 танков и броневиков. Ударной силой наступления должен был стать 5-й корпус коммуниста полковника Хуана Модесто, принимали участие в этой битве и все лучшие фронтовые командиры республики: Штерн, Листер, Вальтер, Кампесино. Националисты же относились к Арагону как ко второстепенному участку войны, их войска в Арагоне под руководством генерала Понте уступали противнику по орудиям и бронетехнике в 2,5 раза, в живой силе — в 4 раза, в авиации — в 9 раз.
22 августа республиканцы взяли город Хака и продолжили наступление дальше. Отдельные части Народной армии в первые дни прошли с боем более 30 километров. Впрочем, высокие темпы наступления сыграли с ней дурную шутку — передовые части республиканцев оказались оторванными от резервов. В их тылу оставались ряд населённых пунктов, превращённых националистами в настоящие маленькие крепости, упорно не желавшие сдаваться неприятелю. Кроме того, расчёт республиканцев на то, что Франко для спасения Сарагосы снимет части с Северного фронта, не оправдался.
Роковой ошибкой руководства Народной армии стало решение любой ценой взять посёлки Бельчите и Кинто. Яростные атаки республиканцев долгое время не давали результатов — почти всё население посёлков вышло на их оборону. Принимали в ней участие и двое добровольцев из русских эмигрантов, генерал-майор Русской армии А. В. Фок и капитан Я. Т. Полухин. Последний погиб 24 августа: раненного в шею, его перенесли в храм, куда позже попал снаряд и раненых завалило. Офицеры, руководившие обороной, оказались заперты на соседнем холме (Purburell Hill) — их штурмовали американские коммунисты из XV Интернациональной бригады имени Авраама Линкольна. Фок был одним из последних оборонявшихся и застрелился 26 августа, чтобы не сдаваться в плен. Сектор Бельчите и Кинто де Эбро пал.
Республиканский министр обороны Прието был разгневан «занятием нескольких деревень» и провёл ряд кадровых перестановок. В частности, в новой попытке взять Сарагосу ключевую роль должен был играть теперь не 5-й корпус Модесто, а 21-й корпус полковника Сехисмундо Касадо. В начале октября 1937 он предпринял новую попытку взять Сарагосу.
Уже при подготовке удара Касадо допустил ряд серьёзнейших промахов: он взял крайне малое количество пехоты, не провёл должной подготовки корпуса, пренебрёг данными разведки. Основные надежды были возложены им на новейшие скоростные советские танки БТ-5. Однако националисты перед наступлением противника открыли шлюзы на оросительных каналах, текущих от реки Синка — засушливая арагонская долина стала озером и БТ-5 лишились своего козыря. К тому же, достаточно быстро от танков отстали пехотные и артиллерийские части. За два дня боев корпус Касадо в ходе неумелых попыток прорваться к Сарагосе потерял более 20 танков и 1000 бойцов.
К 17 октября сражение закончилось. В итоге, республиканцы в ходе битвы за Сарагосу повторили собственные же ошибки битвы у Брунете. Их потери составили 30 тысяч убитых и раненых солдат и офицеров, националисты же потеряли в полтора раза меньше людей.
После тактической победы в Арагоне националисты 1 октября 1937 года начали новое наступление на Севере, на Астурию. Если в живой силе защитники Астурии под командованием полковника Галана и националистическая Северная армия были примерно равны (по 40 тысяч человек), то в технике превосходство франкистов было неоспоримо: их 100 единицам бронетехники, 250 самолётам и 250 единицам артиллерии республиканцы могли противопоставить 80 пушек, 20 самолётов и несколько самодельных танков.
Однако астурийцы не собирались сдаваться. Руководитель регионального правительства (Суверенный совет Астурии и Леона) социалист Белармино Томас мобилизовал на оборону региона практически всех мужчин; семьи лиц, заподозренных в поддержке националистов немедленно брались в заложники. Отчаянно дрались и войска полковника Галана — за первые пять недель боев они позволили противнику продвинуться вглубь своей территории лишь на 10-12 километров. Лишь 21 ноября войска Солчаги взяли последний оплот республиканцев на севере — город Хихон. До 30 тысяч астурийцев ещё в течение полугода вели партизанскую войну с националистами.
Северная кампания войны закончилась безоговорочной победой националистов. Они сумели захватить экономически важный Север Испании и теперь контролировали уже более половины населения и территории Испании. Победа далась им дорогой ценой — было потеряно 100 тысяч человек (из них 10 тысяч — убитыми). Республика, в свою очередь, потеряла более 260 тысяч человек (из них более 30 тысяч убитыми и около 100 тысяч пленными).

### Битва за Теруэль
К концу 1937 года стало очевидным преимущество националистов в войне. Франко располагал хорошо обученными и организованными 350-тысячными вооружёнными силами, состоявшими из трёх армий: Северной генерала Хосе Солчаги, Центральной генерала Андреса Саликета и Южной генерала Гонсало Кейпо де Льяно. В отличие от Народной армии, это были дисциплинированные части, которые не сотрясали межпартийные противоречия.
Такой же порядок царил и за пределами армии в националистической Испании. Под страхом смертной казни были запрещены любые забастовки и несанкционированные митинги. Но вместе с тем, цены и зарплаты были заморожены, чтобы не допустить инфляцию, которая стремительно прогрессировала в республике. Налоги были перераспределены в пользу богатых слоёв населения. Свободный рынок был ограничен государством.
Заметны были и дипломатические успехи франкистов. Более 20 государств (в том числе Венгрия, Польша, Бельгия, Ватикан и т. д.) к концу 1937 года признали их законной испанской властью. Великобритания официально правительство Франко признавать не спешила, однако направила в Бургос официального уполномоченного со статусом фактически аналогичным посольскому.
Франко чувствовал себя настолько уверенно, что даже позволил себе размолвку с Германией. Он отказался подписывать «план Монтана», по которому горнодобывающая промышленность Испании фактически становилась бы собственностью немецких компаний. В ответ Германия прекратила на некоторое время поставку франкистам оружия.
Положение республиканцев становилось всё хуже. Главной проблемой оставалось плохое функционирование экономики. Промышленность совершенно не помогала фронту. Советский журналист Михаил Кольцов писал в дневнике:
Сегодня Барселона не работает, так как праздник [День независимости Каталонии]. Завтра — так как суббота. Послезавтра — так как воскресенье. Уравниловка носит издевательский характер. Чернорабочему платят 18 песет, квалифицированному рабочему — 18,25 песет, инженеру — 18,5 песет.
Поскольку в сельском хозяйстве положение было столь же удручающим, республике не хватало как и промышленных товаров, так и продуктов питания. Со второй половины 1937 года на большей части Испанской республики начался настоящий голод.
Показателем лучшей организации экономики на территории режима Франко было то, что их песета на международных биржах стоила в 4-5 раз дороже песеты их противников, хотя весь золотой запас Испании по-прежнему принадлежал республике.
Главный союзник республики, СССР, значительно уменьшил объёмы своей помощи. Многие советские талантливые военные специалисты и дипломаты были отозваны на Родину. Пришедшие же им на смену, как правило, не отличались особыми способностями, опытом и образованием. Прекратила оказывать реальную помощь и Франция.
Премьер-министр Негрин, опираясь на поддержку КПИ и ФАИ—НКТ, продолжал заявлять о продолжении войны до победы. Но многие уже не верили в конечный крах режима Франко. Поговаривали о необходимости прекращения боевых действий при посредничестве иностранных государств и проведении под контролем Лиги Наций свободных общеиспанских выборов. Эту точку зрения разделяли многие видные деятели Испанской республики, такие как Индалесио Прието, Хулиан Бестейро, Хосе Антонио Агирре, Луис Компанис, Мануэль Асанья и т. д.

Республиканские войска наступают на Теруэль

В этих условиях республиканцам было чрезвычайно важно попытаться переломить ход войны. Военный министр республики Прието считал, что для перелома хватит и небольшой, но убедительной победы. Такой победой вполне могло бы стать взятие небольшого прифронтового городка Теруэль в Арагоне. Эта операция была поручена недавно созданной Манёвренной армии генерала Хуана Сарабии. Она насчитывала 60 тысяч солдат и офицеров, 240 орудий, 200 самолётов, 100 танков и броневиков. Костяком сил наступающих были коммунистические части Энрике Листера, Хуана Модесто и Кампесино. В распоряжении военного губернатора Теруэля полковника Доминго Рея де д’Аркура находилось не более 10 тысяч солдат, офицеров и гражданских гвардейцев при 100 орудиях.
15 декабря республиканцы, пользуясь морозом и густыми снегопадами, неожиданно, без артиллерийских и авиационных бомбардировок, перешли в наступление на Теруэль. К 17 декабря город был окружён частями Народной армии. В ставке Франко и штабах его армии чувствовалась растерянность. Немецкие военные советники предлагали Франко ответить республиканцам ударом на Центральном фронте, но тот решил деблокировать Теруэль. 20 декабря на выручку осаждённым были отправлены группировки войск генералов Аранды и Варелы.
Республиканцы же не стали наступать дальше и начали осаду Теруэля. Им удалось отбить попытки Варелы и Аранды освободить защитников города. 7 января 1938 Рей де д’Аркур был вынужден капитулировать и сдаться с остатками гарнизона противнику. Командование националистов расценило поступок Рей де д’Аркура как предательство. Военный трибунал националистов заочно приговорил полковника к смертной казни.
Взятие Теруэля спровоцировало едва ли не последнюю крупную волну оптимизма в Испанской республике. Союзники франкистов были, наоборот, разочарованы. Итальянский министр иностранных дел Галеаццо Чиано гневно писал в дневнике:
Из Испании неважные новости. Франко способен командовать не более чем батальоном. У него нет стратегического плана. Он борется за территорию, а не стремится победить вражеские войска.
Немецкий посол во франкистской Испании фон Шторер был более сдержан в выражениях, но отмечал возросшую при Негрине и Прието боеспособность Народной армии. Руководство нацистской Германии было вынуждено возобновить после продолжительного перерыва поставки вооружения в Испанию. Особенный упор делался на авиацию: достаточно быстро националисты получили помимо «Ю-87» новейшие До-17 и Ме-109.
В середине января сражение возобновилось в условиях мороза и обильных снегопадов. Националисты перешли в наступление и сумели перехватить инициативу в битве. Части Народной армии несли огромные потери. Не хватало медикаментов, оружия, боеприпасов. Введённые Сарабией подкрепления не смогли изменить обстановку на фронте. Попытка республиканского контрнаступления в долине реки Альфамбра в конце января полностью провалилась
В начале февраля франкистский генерал Ягуэ наносит по позициям неприятеля неожиданный удар в той же местности. Успех был головокружительным — войска Ягуэ за два дня боёв продвинулись на 40 километров, взяв в плен 7 000 и уничтожив 15 000 солдат и офицеров республики. 17 февраля националисты вышли к Теруэлю. Прието был вынужден разрешить своим войскам отступать. Очищение республиканцами города проходило крайне неорганизованно — в частности, товарищами была брошена в Теруэле изнурённая жестокими боями 46-я дивизия Кампесино, которой пришлось самостоятельно выходить из окружения.
Потери сторон в Теруэльском сражении были колоссальными. Франкисты потеряли в общей сложности 47 000 человек, их противники — 55 000. Поражение в этой битве окончательно подорвало веру большинства сторонников Испанской республики в свою победу. Даже убедительный успех эскадры республиканских ВМС адмирала Луиса Буисы в морском сражении у мыса Палос (был уничтожен флагман националистов «Балеарес» с главнокомандующим их ВМС Виерной на борту), состоявшимся 6 марта, был не в силах серьёзно изменить сложившееся в ходе войны положение.

### Весеннее наступление националистов
После Теруэльского сражения инициативой в войне прочно завладели националисты. Их наступление было делом ближайшего времени. Республиканское командование считало, что франкисты ударят по Центральному фронту, хотя разведка сообщала, что те скапливают большие силы на Восточном (Арагонском) фронте. В конце февраля там была сформирована мощная группировка генерала Солчаги, состоявшая из трёх испанских корпусов и итальянского «Корпуса добровольческих сил» и насчитывавшая 100 тысяч бойцов, 600 орудий, 300 бронеединиц и 700 самолётов.
Народная армия тоже имела в Арагоне значительные силы под командованием генерала Посаса (200 тысяч человек, 300 орудий, 100 бронеединиц и 60 самолётов). Однако в войсках после Теруэля упал боевой дух, не хватало оружия и боеприпасов. В Арагоне отсутствовали надёжные укрепления.
9 марта 1938 войска Солчаги после мощной авиационной и артиллерийской подготовки перешли в наступление в Арагоне южнее реки Эбро и быстро прорвали оборону неприятеля. Большая часть республиканских войск, особенно каталонские части отказывались вступать в бой. Бессилен остановить наступавших был и легендарный 5-й корпус Хуана Модесто. Многие республиканские офицеры переходили на сторону националистов.
К 13 марта националисты окончательно уничтожили силы врага в юго-восточной части Арагона, наступая со скоростью до 20 километров в день. Попытки республиканского командования остановить Солчагу неизбежно приводили к новым поражениям. 22 марта началось наступление националистов севернее Эбро на фронте от Сарагосы до Уэски. 25 марта пала Фрага. В результате националисты взяли под контроль весь Арагон и вышли в Каталонию.

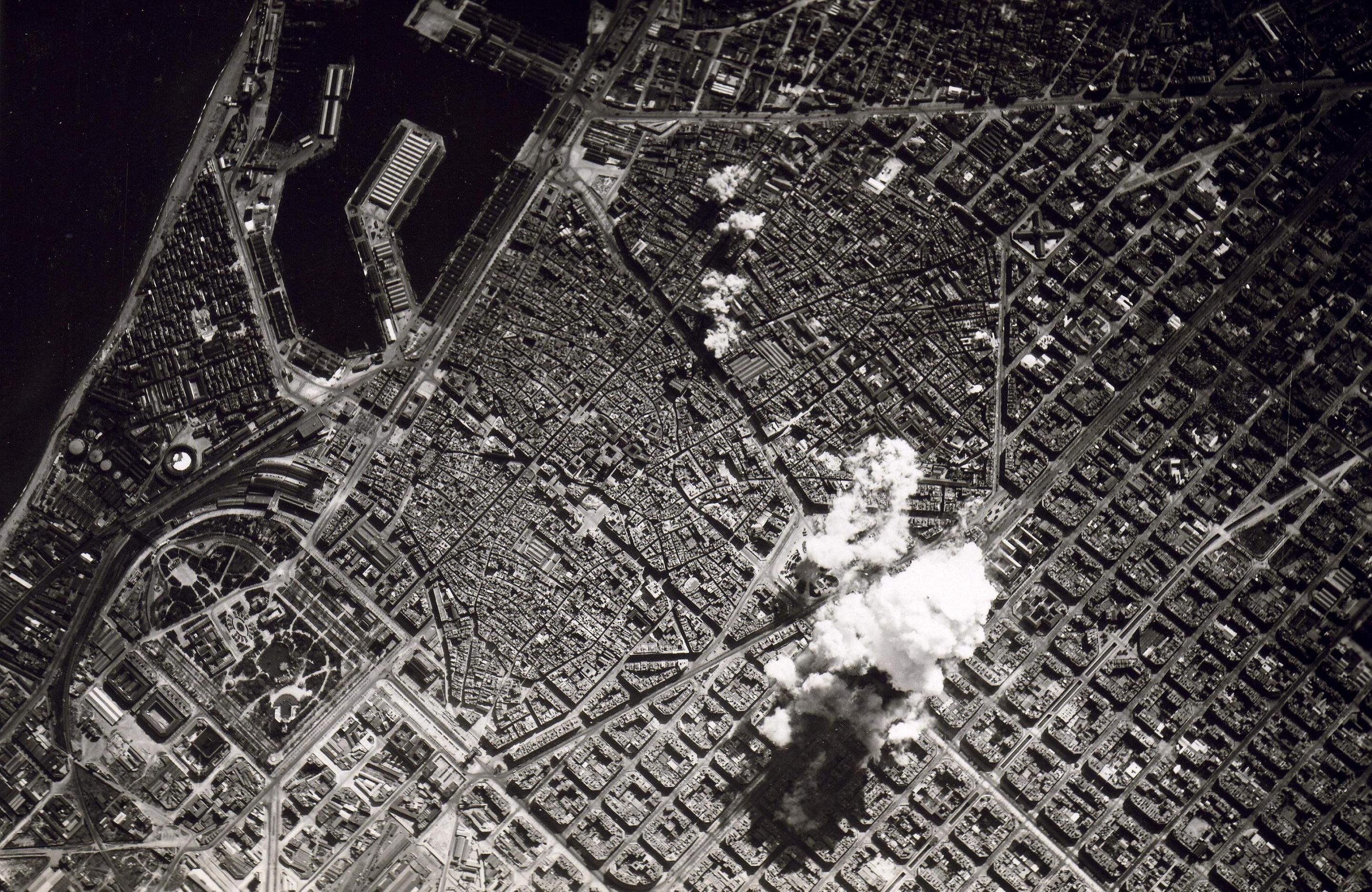
Бомбардировка Барселоны итальянскими ВВС 17 марта 1938 года

Деморализующий эффект на республику оказали и итальянские бомбардировки Барселоны, куда в конце 1937 из Валенсии переехало правительство Негрина. Как и в случае с Герникой, зарубежные союзники Франко действовали по своей инициативе. Лишь после ответных угроз Негрина нанести ответный воздушный удар по Генуе, итальянцы прекратили свои бомбардировки.
Военные успехи националистов укрепили многих в Испании и за её пределами в неизбежности падения Испанской республики. Так, французский посол предложил Негрину, его правительству и войскам политическое убежище в своей стране, а Прието призвал его к началу переговоров с Франко. Прието к тому времени окончательно потерял веру в победу. Один из лидеров левых социалистов, министр иностранных дел республики Хулио Альварес дель Вайо вспоминал:
Пораженчество проникло всюду. Было уже невозможно понять, где кончалась наша неспособность воевать и начинались интриги агентуры врага. Всем, кто хотел его слушать, Прието рассказывал о безнадёжности ситуации. Он сообщал об оставлении тех пунктов, которые мы ещё удерживали. Он ругал и винил усталых военных-фронтовиков. Время от времени он восклицал с видом победителя: "Мы погибли!"
Однако Негрин при поддержке коммунистов и анархистов продолжал стоять на продолжении войны. Он отверг оба предложения, а Прието принудил 6 апреля уйти с поста министра обороны, назначив того специальным послом в Латинской Америке и взяв его полномочия себе.
Франко, несмотря на несогласие своего генералитета, отказался наступать на Каталонию, приказав своим войскам повернуть на юго-восток, в Испанский Левант. Каудильо опасался, что Франция из-за приближения его войск к своим границам, начнёт оказывать республиканцам помощь (несмотря на это, французское руководство всё равно решило открыть границы для советских военных поставок республиканцам).
30 марта националисты начинают наступление к Средиземному морю и берут 3 апреля Гандесу. На каталонском направлении активные боевые действия завершились взятием Лериды 4 апреля и Тремпа 8 апреля. В ряде случаев республиканцы оказывали упорное сопротивление, однако Посас и начальник Генштаба Рохо все равно приказали своим войскам отступать. 15 апреля наваррцы полковника Алонсо Веги взяли приморский городок Винарос, разрезав территорию Испанской республики пополам. 18 апреля республиканцы покинули Тортосу, оставив правый берег Эбро у её устья. Наступление националистов закончилось на естественных рубежах рек Сегре и Эбро. Народная армия потеряла за пять недель боёв более 50 тысяч бойцов ранеными и убитыми, 35 тысяч пленными, 60 тысяч дезертирами и огромное количество техники. Их противник лишился не более 15-20 тысяч солдат и офицеров.
В пятинедельном весеннем сражении франкисты одержали крупную победу, ставшую переломным пунктом всей войны. Они окончательно овладели Арагоном, заняли часть Каталонии и Испанского Леванта, выйдя на подступы к Барселоне и Валенсии, разрезав республиканскую территорию на две части.

### Битва на Эбро
Поражение в «весеннем сражении в Леванте» нанесло сильный удар даже по наиболее стойким республиканцам. Так, 1 мая 1938 года правительство Негрина опубликовало «13 пунктов», вскоре одобренные Кортесами. Формально это были цели, за которые воевали республиканцы. Туда помимо прочего, входили суверенитет и целостность Испании, народовластие, радикальная аграрная реформа, свобода совести, мирная внешняя политика, амнистия всех испанцев, готовых участвовать в восстановлении страны и т. д. Фактически же «13 пунктов» были расценены современниками как условия республиканцев для компромисса с националистами.
Никакого отклика среди франкистов «13 пунктов» не вызвали. Своя победа не вызывала у них сомнения и к компромиссу они не стремились. Правда, незадолго перед выходом «13 пунктов» генерал Хуан Ягуэ на банкете по случаю серии военных успехов в публичной речи с похвалой отозвался о противнике, призвал испанцев к национальному примирению и освобождению своей страны от любого иностранного влияния (за эти слова Ягуэ был даже на некоторое время арестован).
Националисты готовились к новому удару по противнику. На этот раз их целью была Валенсия. Взять её должна была победительница весенней битвы группировка генерала Хосе Солчаги (150 тысяч человек при 400 орудиях, 150 бронеединицах и 400 самолётах). Валенсию прикрывали войска генерала Леопольдо Менендеса, насчитывавшие в 3 раза меньше людей при в 4 раза меньшем количестве орудий, почти не имевших авиации (на всю республику оставалось лишь 200 самолётов) и бронетехники.
Однако стараниями Менендеса была построена надёжная линия обороны. К тому же, у защитников Валенсии было достаточное количество датских и советских крупнокалиберных пулемётов. Националисты не смогли взять линию обороны врага с наскока: за полтора месяца боёв они взяли лишь несколько незначительных населённых пунктов. Вскоре их наступление окончательно захлебнулось. Попытка франкистов изменить ситуацию путём отвлекающего удара Южной армии Кейпо де Льяно также не дала результатов. К середине июля неудача обоих наступлений стала очевидна.

Республиканские войска форсируют Эбро. Июль 1938.

В это время Рохо и новый главный советский военный специалист комбриг Качанов разрабатывают план ответного удара по армии Солчаги на реке Эбро. Для этого была создана новая 60-тысячная армия Эбро под командованием полковника Хуана Модесто с 160 бронемашинами и 250 орудиями.
В ночь с 24 на 25 июля армия Эбро приступила к форсированию реки. Застав неприятеля врасплох, республиканцы добились существенных успехов. Националисты в первые же дни оставили противнику более ста орудий и 500 пулемётов, потеряли более 15 тысяч человек ранеными, убитыми и пленными. Армия Эбро продвинулась в среднем на 20 км, а 5-й корпус Листера — на 40 км.
Франко немедленно прекращает бои на других фронтах и стягивает все возможные резервы на Эбро. Командовать националистическими войсками было поручено недавно освобождённому генералу Ягуэ. Германия резко увеличивает объёмы поставок своим испанским союзникам. Используя ряд ошибок республиканцев (в частности, заминку с переправой через Эбро военной техники) и безоговорочное преимущество в воздухе, франкисты к концу месяца останавливают наступление противника.
Начались жестокие и кровопролитные позиционные бои. Они растянулись на несколько месяцев. Лишь с пятой попытки, в середине ноября Ягуэ вынудил республиканцев отступить за Эбро.
113-дневное сражение на Эбро стоило республиканцам от 50 до 70 тысяч раненых, убитых, пленных и пропавших без вести. Националисты потеряли от 33 до 45 тысяч человек. Обе стороны по окончании боев на Эбро заявили о своей победе: действительно, республиканцы смогли отстоять Валенсию, а националисты — отразить наиболее подготовленное и организованное контрнаступление противника за всю войну. Фактически же, Испанская республика лишилась огромного количества сил и потеряла последние шансы на победу в войне.

### Битва за Каталонию. Падение Второй Испанской республики
В конце ноября 1938 года Франко решает провести решающую операцию всей войны — нанести удар по Каталонии. После огромного расхода техники и боеприпасов он, крайне нуждаясь в новых немецких поставках, был вынужден утвердить «план Монтана». Германские компании получали от 40 % до 75 % капитала добывающей промышленности в Испании, а в Испанском Марокко — все 100 %.
Республика в эти дни тоже осуществила закупку значительного количества военной техники по льготным условиям (в СССР). В конце ноября техника была доставлена во французский Бордо. Однако французское правительство отказалось пропускать груз в Испанию, так как действовал мораторий на поставки оружия обеим воюющим сторонам. Своей же военной техники у республиканцев практически не оставалось, а промышленность Каталонии из-за падения энергетического центра региона Тремпа и морской блокады фактически уже ничего не давала фронту.
К концу ноября 1938 года националисты сформировали для наступления на Каталонию 340-тысячную Северную армию генерала Фиделя Давилы Арондо. На её вооружении находилось более 300 танков и бронемашин, 500 самолётов, до 1000 орудий и миномётов. В наступлении должен был принять участие и итальянский корпус, уменьшенный в количестве и разбавленный испанцами, под руководством нового командующего генерала Гастоне Гамбары. Им противостояли примерно 200 тысяч плохо вооружённых республиканцев генерала Сарабии.
Боевой дух в большинстве республиканских частей к тому времени упал окончательно. Так, в конце октября правительству Негрина пришлось распустить потерявшие боеспособность интербригады (в ответ Франко существенно сократил итальянский Корпус добровольческих сил). Не было желания воевать и в частях, сформированных из каталонцев.
Наступление Северной армии на Каталонию началось 23 декабря 1938 года. Почти не встречая сопротивления, войска генерала Арондо стремительно продвигались на северо-восток. Попытки республиканцев спасти Каталонию ударами войск генерала Эскобара на Южном фронте и полковника Касадо на Центральном фронте также закончились неудачами.
15 января франкисты заняли Таррагону. Падение временной республиканской столицы Барселоны и Испанской республики в целом стало неминуемым. Великобритания и Франция в открытую предложили Негрину «положить конец войне», то есть капитулировать. 26 января войска Арондо вошли в оставленную республиканскими войсками и большей частью населения Барселону. На французской границе вскоре были интернированы более 460 тысяч республиканских военнослужащих и гражданских беженцев. Националисты же провели в полупустом городе пышный парад, на котором было объявлено о лишении Каталонии автономного статуса.

Франкистские офицеры на параде в Барселоне

Успех наступления войск Франко в Каталонии формально не означал конца войны — республика контролировала ещё примерно четверть Испании с более чем третью её населения. Однако фактически исход войны был ясен. Многие видные республиканские политики (председатель парламента Мартинес Баррио, президент Асанья, лидер басков Агирре и т. д.) после падения Барселоны сразу же эмигрировали. Негрин вернулся в Испанию, но объявил, что готов капитулировать при выполнении националистами ряда условий: удалении иностранных войск, отказе от репрессий и опоре новых властей на волю народа. Националисты, впрочем, проигнорировали это заявление, как и ранее проигнорировали «13 пунктов».
Франция и Британия на заключительном этапе войны открыто стали поддерживать националистов. 8 февраля при их посредничестве республиканский гарнизон сдаёт франкистам остров Менорку, а 26 и 27 февраля эти государства признают правительство Франко законной испанской властью.
Не желало продолжения войны и высшее военное командование Испанской республики. Многие его представители вошли в контакт с националистической разведкой полковника Унгрии. Антиправительственный заговор возглавил полковник Сехисмундо Касадо. К нему примкнули многие видные республиканские военные — генералы Антонио Эскобар и Хосе Миаха, адмирал Луис Буиса, подполковник Сиприано Мера и т. д. 6 марта заговорщики объявили по радио о низложении правительства Негрина, переходе власти к созданной из сторонников капитуляции «Хунте национальной защиты» и скором окончании войны. После недельных уличных боев хунта установила свою власть на всей территории республики. Сопротивление хунте оказал полковник Луис Барсело в Мадриде, однако в течение нескольких дней его силы были разгромлены. Негрин и другие противники хунты были вынуждены спешно покинуть Испанию.
В феврале 1939 года, после поражения республиканского правительства, остатки республиканской армии перешли Пиренеи на границе с Францией. Французские власти интернировали этих людей в концентрационный лагерь Аржелес-сюр-Мер, где под открытым небом содержалось около ста тысяч республиканцев — как гражданских лиц, так и военных. Многие из них погибли от холода и голода.
Хунта вступила в переговоры с франкистами, требуя права испанцев на свободный выезд, отказа националистов от репрессий, почётных условий сдачи республиканских войск. Но те не стали давать конкретных обещаний, а лишь потребовали безоговорочной капитуляции. Желающим покинуть Испанию разрешалось эмигрировать только через Аликанте или Гандию и при наличии британской или французской виз.

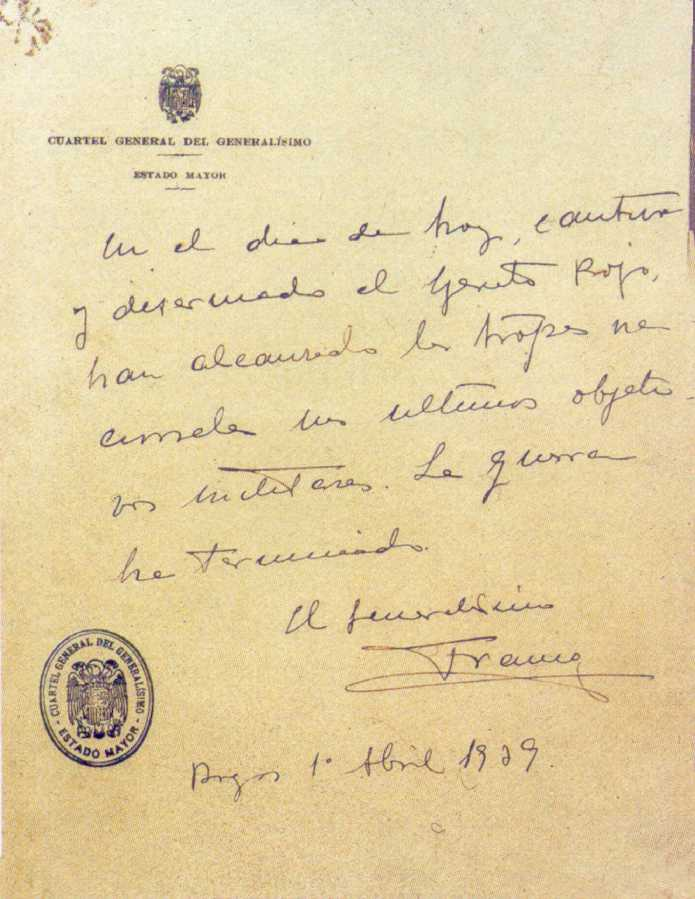
Последняя речь Ф. Франко во время Гражданской войны

После установления власти хунты в республике фронт окончательно пал. Начавшие 26 марта наступление националисты нигде не встречали сопротивления. 28 марта они без боя вошли в Мадрид. 1 апреля режим Франко контролировал всю территорию Испании. Каудильо в последней военной сводке торжественно объявил об окончании войны в Испании:

В сегодняшний день, когда Красная Армия пленена и разоружена, национальные войска достигли своей конечной цели в войне. Война закончена.
Генералиссимус Франко
Бургос, 1 апреля 1939 года.
Оригинальный текст (исп.)En el día de hoy, cautivo y desarmado el Ejército Rojo, han alcanzado las tropas nacionales sus últimos objetivos militares. La guerra ha terminado.
El Generalísimo Franco
Burgos 1º abril 1939.

## Итоги войны

Юный барабанщик республиканской армии. 1937

С 1939 года в Испании установилась диктатура Франко, просуществовавшая до ноября 1975 года. Испанская республика пала.
Гражданская война обошлась Испании в 450 тысяч погибших. По приблизительным подсчётам, погибло 320 тысяч сторонников республики и 130 тысяч националистов. Каждый пятый погибший стал жертвой не собственно военных действий, а политических репрессий по обе стороны фронта.
Жертвами террора сторонников республиканцев стали около 60 000 человек. Число жертв террора франкистов вдвое выше — 100—120 тысяч человек. Около 40 000 республиканцев были расстреляны во время и после гражданской войны, останки многих из них лежат в безымянных массовых захоронениях. После своей победы франкисты с 1939 по 1945 год заключили в трудовые или концентрационные лагеря более 300 000 сторонников республиканцев.
По окончании войны страну покинули более 600 тысяч испанцев, среди них было немало интеллектуалов, таких как Пабло Пикассо и Ортега-и-Гассет. До 5 тыс. испанцев эмигрировали в СССР. Часть эмигрантов вернулась на родину уже при Франко. В 1969 году в Испании был опубликован закон, отменивший уголовную ответственность за преступления, совершенные до 1 апреля 1939 года. После его появления только из СССР с начала 1970 года по первое полугодие 1971 года в Испанию выехали 60 семей (121 человек).
Гражданская война нанесла огромный материальный ущерб Испании. Основательно разрушенными оказались почти все крупные города Испании (за исключением Бильбао и Севильи, практически уничтожены были Бельчите, Гвадалахара, Герника, Дуранго, Сеговия, Теруэль и т. д). В общей сложности режиму Франко пришлось восстанавливать 173 испанских населённых пункта. Пострадали многие испанские дороги и мосты, коммунальное хозяйство, жилой фонд и т. д.
Гражданская война в Испании позволила также сделать некоторые выводы относительно изменений в характере боевых действий, происшедших со времён Первой мировой войны. В 1939 году в Москве вышла книга С. И. Любарского «Некоторые оперативно-тактические выводы из опыта войны в Испании», предназначенная для использования начальствующим составом РККА.

## Боевые действия на море
В составе испанского флота в 1936 году было два линкора («Эспанья» и «Хайме I»), пять крейсеров, 12 эсминцев, 3 старых миноносца, 12 подводных лодок.
После мятежа в июле 1936 года на стороне правительства остались линкор «Хайме I», легкие крейсеры «Либертад» и «Мигель Сервантес», 15 эсминцев и миноносцев, и все подводные лодки. Позже к правительственным силам присоединился оставивший колониальную службу крейсер «Мендес Нуньес». Однако эти корабли не имели офицеров, которые были убиты либо отстранены в ходе подавления попыток мятежа.
Мятежникам достались разукомплектованный перед модернизацией линкор «Эспанья», подготовленный к утилизации крейсер «Республика», проходивший профилактику крейсер «Альмиранте Сервера» и старый эсминец «Веласко». Затем к ним присоединились готовый, но имевший лишь часть вооружения тяжелый крейсер «Канариас» и не вполне достроенный крейсер «Балеарес». Также мятежники заполучили три канонерские лодки в рабочем состоянии и одну строившуюся, и 2 боеготовых сторожевых корабля.
Республиканские матросы в конце июля и начале августа 1936 года провели свои корабли из Эль-Ферроля, захваченного мятежниками, в Малагу и Картахену.
Уже 22 июля 1936 года правительственный флот появился в Гибралтарском проливе, чтобы помешать перевозке войск мятежников из Марокко. В тот же день крейсеры «Либертад» и «Сервантес» обстреляли Альхесирас и Ла-Линеа.
3 августа линкор «Хайме I» и легкий крейсер «Либертад» обстреляли Тарифу.
4 августа 1936 года самолеты мятежников атаковали правительственные корабли «Хайме I», «Либертад» и «Мигель Сервантес».
7 августа линкор «Хайме I» и легкие крейсера «Либертад» и «Мигель Сервантес» подвергли сильной бомбардировке Сеуту, Тарифу, Алхесирас и дороги, ведущие в Малагу, занятые мятежниками. Линкор «Хайме I» потопил канонерскую лодку мятежников. Во время операций в Гибралтарском проливе республиканская подводная лодка С-3 была атакована тремя бомбардировщиками мятежников и повреждена.
В середине августа 1936 года часть судов республиканского флота участвовала в захвате Балеарских островов.
Корабли мятежников (линкор «Эспанья», крейсер «Канариас» и легкий крейсер «Альмиранте Сервера») поддерживали действия сухопутных войск мятежников на северном побережье Испании.
В конце сентября 1936 года республиканское правительство решило перебросить часть своих кораблей на север, чтобы освободить от блокады мятежников северные порты Хихон, Сантандер и Бильбао. Для этого выделили линкор «Хайме I», легкие крейсера «Либертад» и «Мигель Сервантес» и шести лидеров эсминцев. 28 сентября этот отряд прибыл в Бильбао и освободил северное побережье от блокады.
В октябре 1936 года эсминец мятежников «Веласко» потопил республиканскую подводную лодку В-6 в Бискайском заливе. После прихода республиканских кораблей на север мятежники отправили свои крейсера «Канариас» и «Альмиранте Сервера» из Бискайского залива в Средиземное море. Но возле Гибралтара их встретили республиканские лидеры «Гравина» и «Альмиранте Феррандис», вступившие с ними в бой. Корабли мятежников были повреждены, но смогли уйти. Затем крейсер «Альмиранте Сервера» потопил республиканский эсминец «Феррандис».
В конце ноября 1936 года крейсера мятежников начали блокировать Барселону и другие порты восточного побережья Испании. Вернувшиеся с севера линкор «Хайме I», легкий крейсер «Мигель Сервантес» и легкий крейсер «Мендес Нуньес» 22 ноября при выходе из Картахены в море были атакованы подводная лодками и крейсер «Мигель Сервантес» был поврежден. Обследование торпед установило их иностранное происхождение, у мятежников подводных лодок не было, так что, видимо, атака была произведена иностранной подводной лодкой.
В Бискайском заливе в ноябре — декабре 1936 года линкор мятежников «Эспанья», эсминец «Веласко» и тральщики обстреливали позиции республиканских войск на побережье и захватывали торговые суда.
12 января 1937 года крейсера франкистов «Канариас» и «Альмиранте Сервера» обстреляли Малагу, тогда же корабли франкистов обстреляли Валенсию. Действия флота франкистов помогли им захватить Малагу в феврале 1937 года.
При наступлении франкистов на Бильбао в марте — июне 1937 года их корабли, включая линкор «Эспанья», осуществляли блокаду. В апреле 1937 года из Картахены в Сантандер был послан республиканский эсминец «Сискар», затем он вместе с находившимся уже в северных водах эсминцем «Хосе Луис Диас» оборонял побережье.
30 апреля 1937 года линкор «Эспанья» и эсминец «Веласко» пытались британский пароход «Нистли», шедший в Сантандер. Капитан парохода сообщил об этом на берег по радио об обстреле, и республиканское командование выслало 5 бомбардировщиков против кораблей франкистов. Линкор «Эспанья» затонул, подорвавшись на мине, поставленной самими франкистами.
4 апреля 1937 года республиканские эсминцы «Леланто», «Вальдес», «Гальяно» и «Санчес» обстреляли Сеуту.
29 мая 1937 года республиканский самолёт нанёс бомбовый удар по германскому крейсеру «Дойчланд», стоявшему на якоре у острова Ибица, 31 немецкий моряк был убит, 78 ранено. Позже стало известно, что это сделал по ошибке самолёт СБ-2 с советским экипажем во главе с Н. Остряковым. Гитлер в ответ приказал обстрелять республиканский порт Альмерия, что и сделал 31 мая германский крейсер «Адмирал Шеер».
17 июня 1937 года республиканский линкор «Хайме I» затонул в результате взрыва по неизвестной причине, происшедшего на корабле в то время, как он находился в Картахене.
6 сентября 1937 года республиканские крейсеры «Либертад» и «Мендес Нуньес», и эсминцы вышли из Картахены для проводки транспортов. 7 сентября они наткнулись на крейсера франкистов «Балеарес» и «Канариас», и вступили с ними в бой. Крейсер «Канариас» получил серьезные повреждения, в результате которых он был выведен из строя на два месяца.
22 сентября 1937 года корабли франкистов обстреливали Валенсию и Сагунто, в ответ их атаковали республиканские самолеты, которые смогли повредить крейсер «Альмиранте Сервера».
6 марта 1938 года «Балеарес», «Канариас» и «Альмиранте Сервера» атаковали эскадру республиканцев в составе двух лёгких крейсеров и пяти эсминцев у мыса Палос. Начавшаяся артиллерийская дуэль не принесла успеха ни одной из сторон, но эсминцы республиканцев смоги потопить «Балеарес» торпедами.
Потопление «Балеареса» стало причиной некоторого ослабления боевой деятельности франкистов на море. Но в апреле 1938 года при воздушной атаке на Картахену был выведен из строя республиканский крейсер «Либертад», а в июне — крейсер «Сервантес» и было повреждено несколько эсминцев.
Находившийся в ремонте в Гибралтаре республиканский эсминец «Хосе Луис Диас», получивший повреждения в бою с крейсером франкистов «Канариас» при попытке прорыва через Гибралтарский пролив 27 августа 1938 года, 30 декабря 1938 года попытался вновь прорваться. Однако, получив попадание снарядом с эсминца франкистов в машинное отделение, «Диас» потерял ход и выбросился на берег, после чего был интернирован британцами, а его команда была на британских судах отправлена в Альмерию, откуда сухим путем добралась в Картахену.

## Бронетехника и авиация в гражданской войне
Впервые со времён Первой мировой войны в боевых действиях с обеих сторон были задействованы большие силы бронетехники и авиации, причём все её виды, существовавшие на то время. Обе стороны активно боролись за господство в воздухе с переменным успехом. Основная часть участвовавших в боях самолётов была поставлена воюющим сторонам из других стран, а в боях участвовали воинские и интернациональные авиационные формирования из-за рубежа.
Так, на стороне франкистов за время войны участвовало в боях 721 самолёт из Италии.
Истребительная авиация сторон за период войны претендовала на большое количество побед: итальянская на 903, немецкая на 400, франкистская на 295.
Республиканская сторона (с учетом советских лётчиков и добровольцев из других стран) претендовала на 841 сбитый самолёт противников, 154 уничтоженных на земле, 65 сбитых зенитным огнём и ещё 15 захваченных при вынужденных посадках на занятой республиканцами территории. Свои потери оцениваются в 531 самолёт только советской конструкции (по самолётам иностранных конструкций есть только отрывочные сведения), из них 258 в воздушных боях, 37 от зенитного огня, 43 потеряны на земле, 179 по небоевым причинам и 14 при вынужденных посадках на занятой франкистами территории.

## Крупнейшие испанские политические партии и организации периода гражданской войны
Члены Народного фронта:
- «Республиканский союз» — правая либеральная партия
- «Левые республиканцы» («Республиканское действие») — левая либеральная партия;
- «Эскерра» — каталонская фракция «Республиканского движения»;
- Испанская социалистическая рабочая партия, (ИСРП);
- Объединённая социалистическая партия Каталонии, (ОСПК) — объединение каталонских коммунистов и социалистов;
- Коммунистическая партия Испании;
- Партия марксистского единства рабочих — ультралевая партия;
- Национальная конфедерация труда — анархо-синдикалистские профсоюзы
- Синдикалистская партия — партия умеренных анархистов.

Прочие республиканские партии
- Федерация анархистов Иберии — объединение анархистов, формально не являвшееся политической партией (с весны 1938 в Народном фронте);
- Баскская националистическая партия — консервативная баскская партия;
- «Баскское национальное движение» («Баскское национальное действие») — левая баскская партия.

Правые националистические партии и движения:
- «Испанская конфедерация независимых правых» — консервативно-республиканская партия
- «Испанское обновление» — крупнейшая партия монархистов-альфонсистов;
- «Традиционалистское сообщество» — крупнейшее объединение монархистов-карлистов;
- «Испанская Фаланга СНСН» — ультраправая фалангистская и национал-синдикалистсккая партия 1934—1937 гг.
- «Испанская Традиционалистская Фаланга СНСН» — партия, объединённая 19 апреля 1937 года из всех правых националистических партий и движений.

## Иностранное участие в конфликте

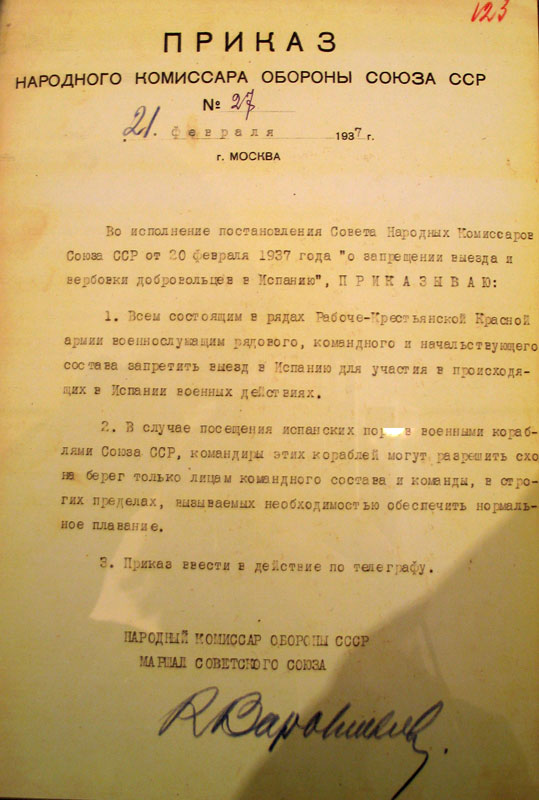
Приказ наркома обороны СССР О запрещении выезда и вербовки добровольцев в Испанию. 21 февраля 1937

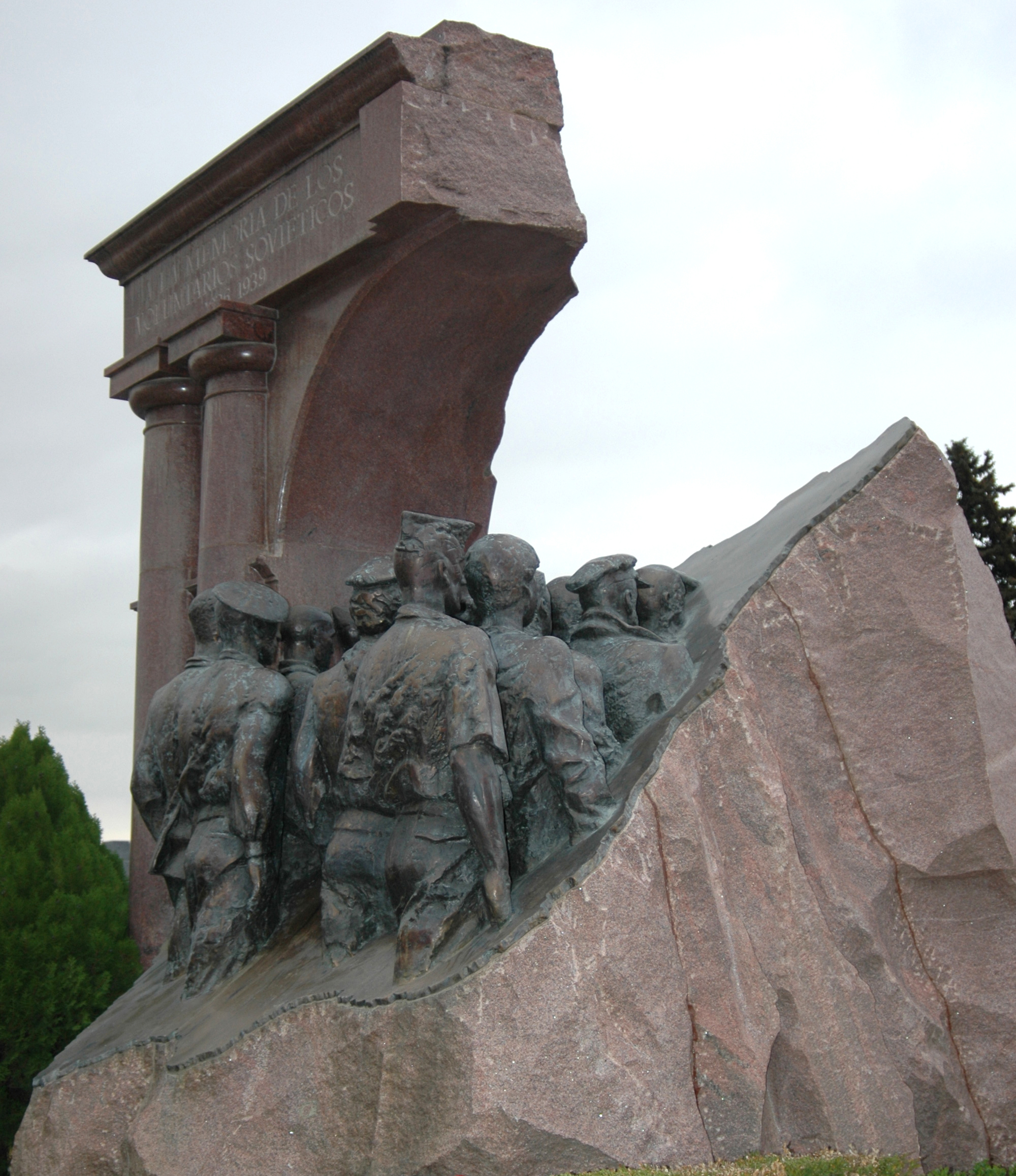
Мадрид. Памятник советским добровольцам, воевавшим в Испании в годы гражданской войны

Гражданская война в Испании вызвала колоссальный отклик во всём мире. За событиями войны пристально наблюдали как высокопоставленные политики, так и простые люди. Если левая общественность рассматривала испанскую войну как противоборство испанского народа и демократически избранного правительства с фашизмом и реакцией, то сторонниками правых идей конфликт в Испании трактовался как борьба созидающих, национально ориентированных сил страны с разрушителями-коммунистами, направляемыми сталинским СССР и Коминтерном. В 1937 году «правую» политическую позицию подкрепил своим немалым авторитетом Ватикан, в лице Пия XI, который почти одновременно издал две энциклики с разной степенью идеологогического накала:
- 14 марта Mit brennender Sorge на немецком языке (с обеспокоенностью нарушением Третьим Рейхом условий конкордата 1933 года);
- 19 марта Divini Redemptoris на латыни («о безбожном коммунизме» как враге христианской цивилизации).

Многие сочувствовавшие республиканцам или националистам иностранцы собирали для них денежные средства, иную помощь или непосредственно участвовали на той или иной стороне в военных действиях.

### Помощь Франко

Знамя синерубашечников — ирландских фашистов, воевавших в Испании на стороне Франко

Наиболее активно помощь франкистам оказывали нацистская Германия и фашистская Италия. На стороне Франко воевали 150 тысяч итальянцев, 50 тысяч немцев, 20 тысяч португальцев, а также нацисты и фашисты из других стран мира.
- 18 ноября 1936 года Италия признала франкистов, 28 ноября 1936 года было подписано итало-испанское соглашение, вслед за этим Италия отправила в территориальные воды Испании корабли военно-морского флота, которые действовали в Средиземном море в интересах франкистов; итальянские пилоты совершили 86 420 вылетов, сбросив на территорию Испании 11 585 тонн бомб[37]. По официальным данным правительства Италии, расходы на участие Италии в войне составили 14 млрд. лир; в боевых действиях в Испании на стороне франкистов принимало участие 150 тысяч итальянцев; франкистам было поставлено 1000 самолётов, 950 единиц бронетехники, 7633 автомашин, 2 тысячи артиллерийских орудий, 241 тысяча винтовок, 7,5 млн снарядов[38], а также 17 тысяч авиабомб, 2 подводные лодки[39], 4 эсминца[39][40] и иное снаряжение и военное имущество.
- Германия отправила в Испанию военных советников, Легион «Кондор» общей численностью 5,5 тысяч военнослужащих и другие части[37], поставляла самолёты 27 различных типов[41], танки[37] (с учётом танков для немецких частей в Испании — около 180 PzKpfw I трёх модификаций[42]), артиллерию[37], иное вооружение и средства связи[37]. В феврале 1937 года представительство абвера в Испании было развёрнуто в «военную организацию» (КО), численность сотрудников которой была увеличена до 30 кадровых работников немецкой военной разведки[43]. Орденами и медалями нацистской Германии за участие в войне в Испании были награждены 26 тысяч немецких военнослужащих[37].

Ватикан оказывал финансовую помощь франкистам.
Правительство США объявило о своём нейтралитете, а в дальнейшем — внесло изменения в закон о нейтралитете 1935 года, распространив действие этого закона на страны, в которых идёт гражданская война. 8 января 1937 года правительство США наложило эмбарго на экспорт оружия в Испанию и аннулировало все ранее заключённые с Испанией соглашения о приобретении оружия в США. Тем не менее, американские компании на протяжении войны продавали товары франкистам (компания «Standard Oil Company» — горючее, компании «Ford» и «General Motors» — грузовики…).

### Белоэмигранты

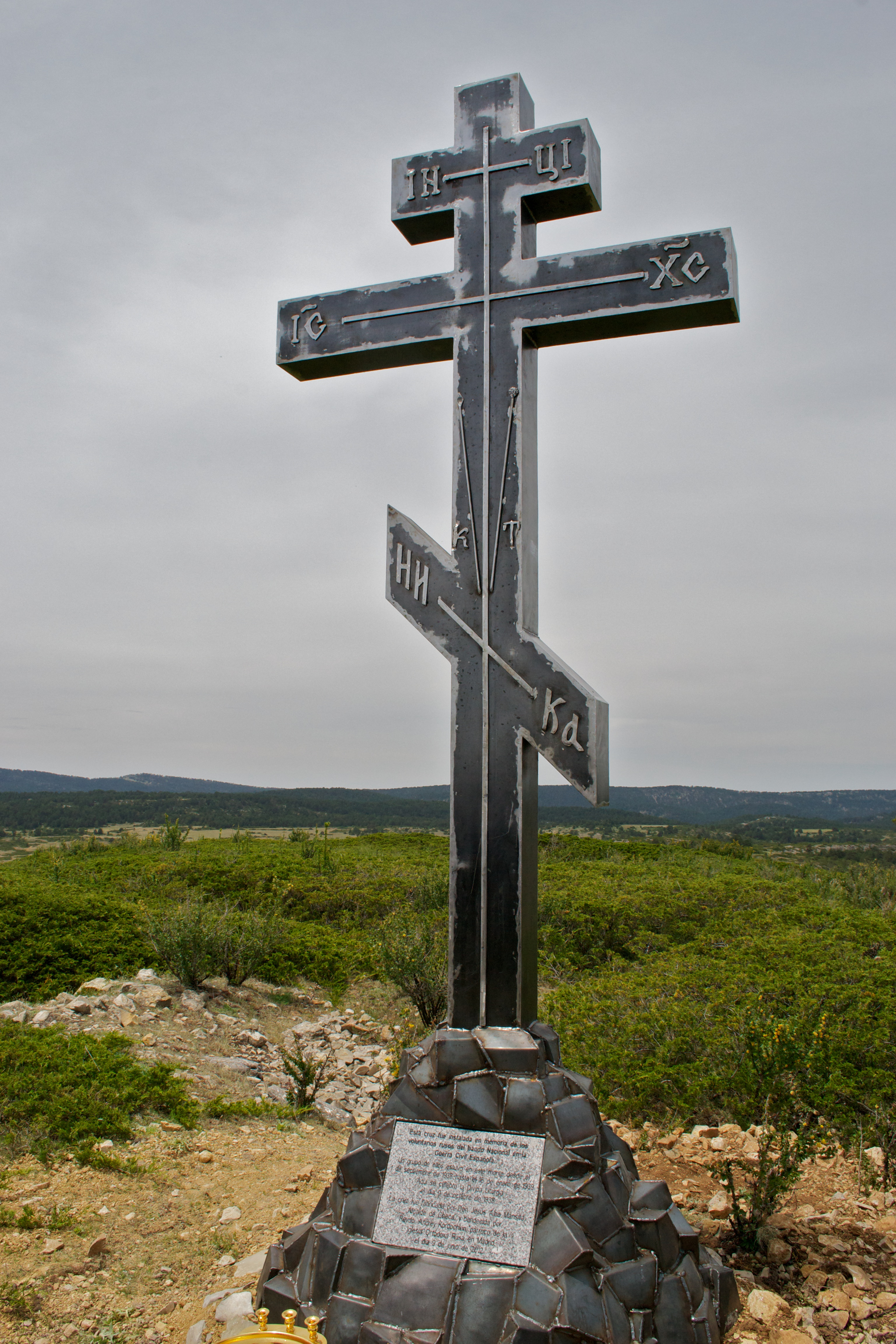
Поклонный крест в память о белых добровольцах, сражавшихся в годы гражданской войны в Испании, установленный в 2012 году

Белые эмигранты, участвовавшие в войне на стороне Франко, рассматривали войну как «крестовый поход против коммунизма» (известная соответствующая директива начальника канцелярии РОВС генерала П. А. Кусонского от 15 августа 1936 года). Руководитель РОВС генерал Е. К. Миллер смог наладить связь с представителями франкистов в Риме. В конце декабря 1936 делегатов РОВС во главе с генералом П. Н. Шатиловым приняли в Саламанке; русские просили денег на вербовку по крайней мере 2000 бойцов. Однако Франко отверг эти предложения, согласившись лишь принимать русских волонтёров в ряды Иностранного легиона при наличии документа, подтверждающего их членство в РОВС. Белоэмигранты желали создания отдельной части, однако по факту были распылены по разным формированиям. В апреле 1937 генеральный штаб Франко ещё раз рассмотрел вопрос создания отдельной русской части. Проблемой стало небольшое, около 100, число добровольцев. Фок, Шатилов и Шинкаренко обращались к Франко вновь, спустя три месяца, с просьбой дать ход задумке. О создании отдельного русского формирования просил и раненый П. И. Рашевский, написавший Франко из госпиталя. Несмотря на неоднократные попытки эмигрантов достучаться до испанцев, франкисты без энтузиазма отнеслись к русским планам. Таким образом, по факту в ряды франкистов вступили не более 150—170 человек, включая самостоятельно записавшихся в Иностранный легион (достоверно установлены имена 119-ти из них, погибли на этой войне 19 человек). Среди них были генералы Николай Шинкаренко и Анатолий Фок (погиб в бою).
На март 1939 года, время падения республики, русские добровольцы были распределены следующим образом:
Русский отряд в терсио Донья Мария де Молина — 26 человек под началом лейтенанта Н. Е. Кривошея и сержанта П. В. Белина;
терсио рекете Навара — 2,
терсио — Ареаменди — 1,
терсио Монтехура — 2,
легионе — 3,
эскадроне рекете Бургонья — 1 и
трое оставили военную службу, из которых один — ротмистр Г. М. Зелим(?) Бек — по состоянию здоровья.
3 мая 1939 года русские добровольцы маршировали на параде победы (Desfile de la Victoria) в Валенсии. 22 мая им привезли подарок из Германии, где в начале месяца русские эмигранты разработали нагрудный знак двух степеней для участников войны: с мечом для комбатантов и без меча для гражданских. В конце июня все русские были официально демобилизованы. 29 октября группа добровольцев во главе с полковником Н. И. Болтиным, аристократом, выступавшим в качестве неофициального лидера, была принята Франко.
Всего же из 72 русских добровольцев (по другим источникам, до 180 добровольцев, включая русскоязычного грузинского князя с 6-ю сопровождающими), во франкистской армии было убито 34 и 9 ранено. Болтин, обращаясь в апреле 1940 в Министерство армии и заступаясь за своих соратников, упоминал, что в страну прибыло 72 человека, «почти все они — офицеры русской армии», из которых 34 погибли в боях. Легионер П. Н. Зотов был ранен пять раз, лейтенант К. А. Гогиджаношвили — три раза (с потерей зрения на один глаз), К. К. Гурский — три раза, В. А. Двойченко — два раза, Н. В. Шинкаренко получил пулю в голову, но выжил.

### Помощь Испанской республике
Вооружения из СССР
СССР предоставил[когда?]

 Испанской республике кредит в размере 85 млн долларов США.
6 сентября 1936 года Сталин дал указание Кагановичу изучить возможность переправки самолётов в Испанию под видом закупок в Мексике. 14 сентября иностранный отдел НКВД и Разведуправление НКО, по указанию политического руководства, разработали план «операции Х» — отправки военной помощи Испании. Теплоход «Комсомол» под руководством капитана Георгия Мезенцева первым из советских судов с оружием прибыл в Испанию. 14 октября 1936 года (десятью днями ранее советское вооружение привёз испанский пароход), и помощь пришла вовремя — в октябре развернулись бои на подступах к столице — 22 октября авиация Франко начала бомбить Мадрид; 28 октября в бой вступили советские лётчики, а 29 октября — танки). Всего в ходе «Операции Х» был организован 51 рейс: по маршруту Чёрное море — Картахена — 32 рейса, Ленинград — Бильбао — 2, Мурманск — Франция — 14, через третьи страны — 3 рейса. Общий тоннаж 50 пароходов составил 286 600 тонн. Стоимость всего имущества, переправленного на 48 пароходах, составила 171 236 083 долларов; не оплаченными оказались два последних — «Виннипег» и «Бонифацио». В счёт оплаты вооружений Испанская республика передала СССР на хранение основную часть своего золотого запаса (510 тонн). Решение было принято 15 октября, по приказу министра финансов Республики Хуана Лопеса Негрина с 20 октября началась погрузка на 4 советских судна.
Поставки морским транспортом были связаны с большим риском, так как итальянцы развернули в Средиземном море подводную войну (в ноябре 1936 года в результате атаки Картахены подводными лодками был повреждён крейсер «Мигель Сервантес») и 14 декабря 1936 крейсер франкистов «Канариас» потопил советский теплоход «Комсомол». К середине 1937 года было потоплено ещё два советских корабля. Более 80 советских кораблей было задержано.
Пока имелась возможность, оружие перебрасывалось в Каталонию через Францию. Под конец войны, 4 февраля 1939 года поставки оружия в Каталонию были остановлены республиканским руководством из-за наступления франкистов; около 400 вагонов военного снаряжения пришлось эвакуировать назад во Францию. Оставшиеся во Франции имущество в основном удалось летом 1939 года вернуть в СССР.
Всего Советский Союз поставил 648 самолётов шести различных типов;347 лёгких танков (16 танков иностранного производства, 50 БТ-5 и 281 Т-26);
60 бронеавтомобилей (37 БА-6, 3 БА-3 и 20 ФАИ);
1186 артиллерийских орудий;
340 миномётов;
20 486 пулемётов и 497 813 винтовок,
а также боеприпасы (в том числе 156 453 бомб, 64 748 320 авиапатронов), порох, топливо, медикаменты, снаряжение и иное военное имущество.
1 мая 1937 года на транспорте «Санто Томе» торгового флота Испанской республики из СССР в Картахену были доставлены четыре торпедных катера типа «Г-5» (с моторами «Изотта-Фраскини»), которые вошли в состав военно-морского флота Испанской республики.
Кроме того, после начала войны в Испании, в СССР развернулась массовая кампания сбора средств в помощь Испанской республике. В результате кампании, за счёт собранных средств, до конца 1938 года Испанской республике было поставлено 300 тысяч пудов пшеницы, 100 тысяч банок мясных и молочных консервов, 1 тысяча пудов сливочного масла и 5 тысяч пудов сахара.
Вооружения из других стран
Единственной страной, которая в силу своей удаленности от Германии, Италии и Японии (т.н. стран Оси) могла не просто помогать Испанской республике, но делать это открыто, была Мексика. Президент Карденас говорил в марте 1937 года: «нам нечего скрывать нашу помощь Испании, мы будем продолжать снабжать её оружием». Тем не менее современного оружия Мексика не производила, она могла быть лишь формальным посредником для тайных поставок оружия из СССР.
В августе 1936 года представитель министерства финансов Испанской республики Х. Лопес сумел закупить во Франции запасные части для самолётов «Потез» (состоявших на вооружении Испанской республики), эти запчасти удалось вывезти из Парижа в Мадрид на транспортном самолёте «Дуглас» испанских ВВС.
Часть собранной за рубежом помощи не была получена: так, сформированная в Швейцарии санитарная автоколонна (7 грузовиков с медикаментами) была задержана на границе по распоряжению правительства Швейцарии
Добровольцы и советники
На помощь Испанской республике прибыло 42 тысячи иностранцев из 54 стран мира, до 35 тысяч из них участвовало в боевых действиях в составе 7 интернациональных бригад и 3 отдельных интернациональных батальонов, некоторое количество служило в вооружённых силах Испании, а медицинский персонал — в госпиталях, больницах и иных медицинских учреждениях.
В боевых действиях на стороне правительства Испанской республики принимали участие 2065 граждан СССР (772 военных лётчика, 351 танкист, 100 артиллеристов, 77 моряков, 222 общевойсковых советника, 339 технических и иных советников и 204 переводчика), а также несколько сотен русских эмигрантов (из которых около 480 являлись членами «Союза за возвращение на Родину», многие из них погибли, не менее 42 человек после возвращения из Испании стали гражданами СССР)
Многие белоэмигранты воевали в гражданской войне на стороне республики: И. И. Троян, Г. В. Шибанов, Н. Н. Роллер. Бывший поручик белой армии И. И. Остапченко приехал в Испанию из Эльзаса; он командовал ротой в батальоне имени Домбровского и под Гвадалахарой был тяжело ранен в грудь. Известно, что капитаном в республиканской армии был сын Б. В. Савинкова — Лев Савинков.
Помощь со стороны Кубы (при официальном нейтралитете) поступала с августа 1936 года и включала военную поддержку (отправка добровольцев), материальную помощь (сбор денежных средств, одежды и продовольствия для Испанской республики) и политическую поддержку (митинги, демонстрации и иные мероприятия в поддержку Испанской республики). На стороне Испанской республики воевали более 850 граждан Кубы (в том числе, 50 офицеров кубинской армии). Общее количество кубинцев, участвовавших в войне на стороне Испанской республики (с учётом кубинцев, которые являлись гражданами Испании, США, Мексики и других стран Латинской Америки), составляет 1225 человек
После окончания войны, 26 марта 1939 года, Политбюро ЦК ВКП(б) разрешило въезд в СССР для 500 испанцев — сторонников Испанской республики, которые были интернированы на территории Франции.

## Политика СССР в отношении Испании
Политика советского руководства во главе со Сталиным в отношении Испании менялась по мере того, как изменялась обстановка. До середины сентября 1936 года Сталин не планировал какого-либо вмешательства во внутренние дела Испании. Напротив, по его указанию советские дипломаты, прежде всего во Франции, получили жёсткое указание отклонять все просьбы представителей Испанской республики о советской военной помощи. СССР присоединился к соглашению о «невмешательстве в испанские дела», предложенному Великобританией и Францией.
По мере того, как Великобритания и Франция искали компромисса с гитлеровской Германией и фашистской Италией, Сталин стал рассматривать Испанию как потенциального союзника и решил оказать ей помощь. При этом советским специалистам, сопровождавшим проданное вооружение, давалась инструкция строжайшим образом не вмешиваться во внутренние дела республики.
Однако с мая 1937 года, после барселонских событий, Сталин стал активно вмешиваться в политическую борьбу в Испании. Главным объектом преследований советских спецслужб и пропагандистского аппарата стала троцкистская ПОУМ, занимавшая антисталинские позиции.
До 1938 года советская помощь республиканцам уравновешивала материально-техническое вмешательство Германии и Италии, но в конце 1937 года советская помощь стала уменьшаться, в то время как вмешательство Германии и Италии возрастало. Ослабление советской помощи было связано как с разочарованием советского руководства в новом правительстве Негрина, которое не могло добиться обещанного перелома в войне, так и с тем, что испанская проблема становилась менее важной по сравнению с кризисами в Китае и в Чехословакии.

## Известные деятели культуры, побывавшие в Испании во время войны
Французский писатель Андре Мальро командовал добровольческой эскадрильей на стороне республиканцев. На стороне республиканцев сражался и был ранен британский писатель Джордж Оруэлл, радиопропагандистом у республиканцев был британский поэт Уистен Оден.
Корреспондентами в Испании во время войны на стороне республиканцев были Эрнест Хемингуэй, Антуан де Сент-Экзюпери, Михаил Кольцов, Илья Эренбург, Джон Дос Пассос. Коммунист, будущий писатель, Артур Кёстлер под чужим именем был корреспондентом на стороне республиканцев, но был разоблачен и арестован. Фотокорреспондентом на стороне республиканцев был Роберт Капа. Под Мадридом погибла его подруга и коллега, немецкая фотожурналистка Герда Таро, случайно раздавленная маневрировавшим танком. Итало-американо-мексиканская фотограф Тина Модотти была военной журналисткой на стороне республиканцев, занималась помощью беженцам.
Мексиканский поэт Октавио Пас участвовал в антифашистском писательском конгрессе в Валенсии в 1937 году и побывал на фронтах гражданской войны.
Корреспондентом на стороне националистов был известный немецкий писатель Эдвин Эрих Двингер.

## Память о войне

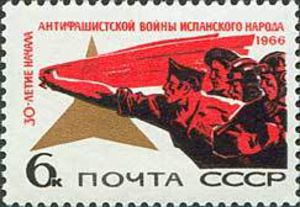
Почтовая марка СССР, 1966 год. 30 лет началу антифашистской войны в Испании

Недалеко от монастыря Эскориал, в 58 км от Мадрида в горах Гвадаррамы в 1959 году был открыт мемориальный комплекс Долина Павших как памятник погибшим в войне. У подножия алтаря монумента располагались могилы каудильо Франсиско Франко и организатора и руководителя движения фалангистов — Хосе Антонио Примо де Ривера. По бокам от главного алтаря расположены входы в две часовни, в которых покоятся останки 33 872 жертв войны с обеих сторон. 
Монументальный комплекс часто использовался испанскими почитателями памяти Ф. Франко, неофалангистами и членами правых организаций для торжественных церемоний, празднования юбилеев и тому подобных мероприятий. Но с 2007 года любые политические акции в Долине Павших были запрещены испанским социалистическим правительством, и попытки акций подавляются силами полиции и гражданской гвардии.
В 2007 году, когда у социалистов было устойчивое большинство в парламенте, был принят закон «Об исторической памяти», в котором Долина Павших определялась как памятник жертвам франкизма. Однако реализация этого закона застопорилась после потери социалистами парламентского большинства. В 2013 году Испанская социалистическая рабочая партия выступила с предложением перенести мавзолей Франко и могилу Примо де Риверы из Долины Павших в другое место, а само кладбище сделать мемориалом в память о погибших в годы правления Франко. По данным соцопросов, в 2013 году за перенос останков Франко были чуть больше половины граждан страны. 
В 2013 году оппозиция обратилась с новым ходатайством к правительству о перезахоронении останков диктатора, но правительство снова отклонило прошение, аргументируя это большими расходами средств. 
В 2019 году останки Франко были вывезены из мавзолея и захоронены на кладбище Мадрида.
Советские участники гражданской войны в Испании (а также воевавшие на стороне республиканцев испанцы и интернационалисты из других государств) в Советском Союзе награждались памятными медалями «Участнику национально-революционной войны в Испании. 1936—1939» (1966, учреждена Советским комитетом ветеранов войны), памятными знаками с тем же наименованием (1987, учреждён Советским комитетом ветеранов войны), юбилейной медалью «60 лет гражданской войны в Испании (1936—1939)» (1996, учреждена Российским комитетом ветеранов войны и военной службы).

## В произведениях искусства

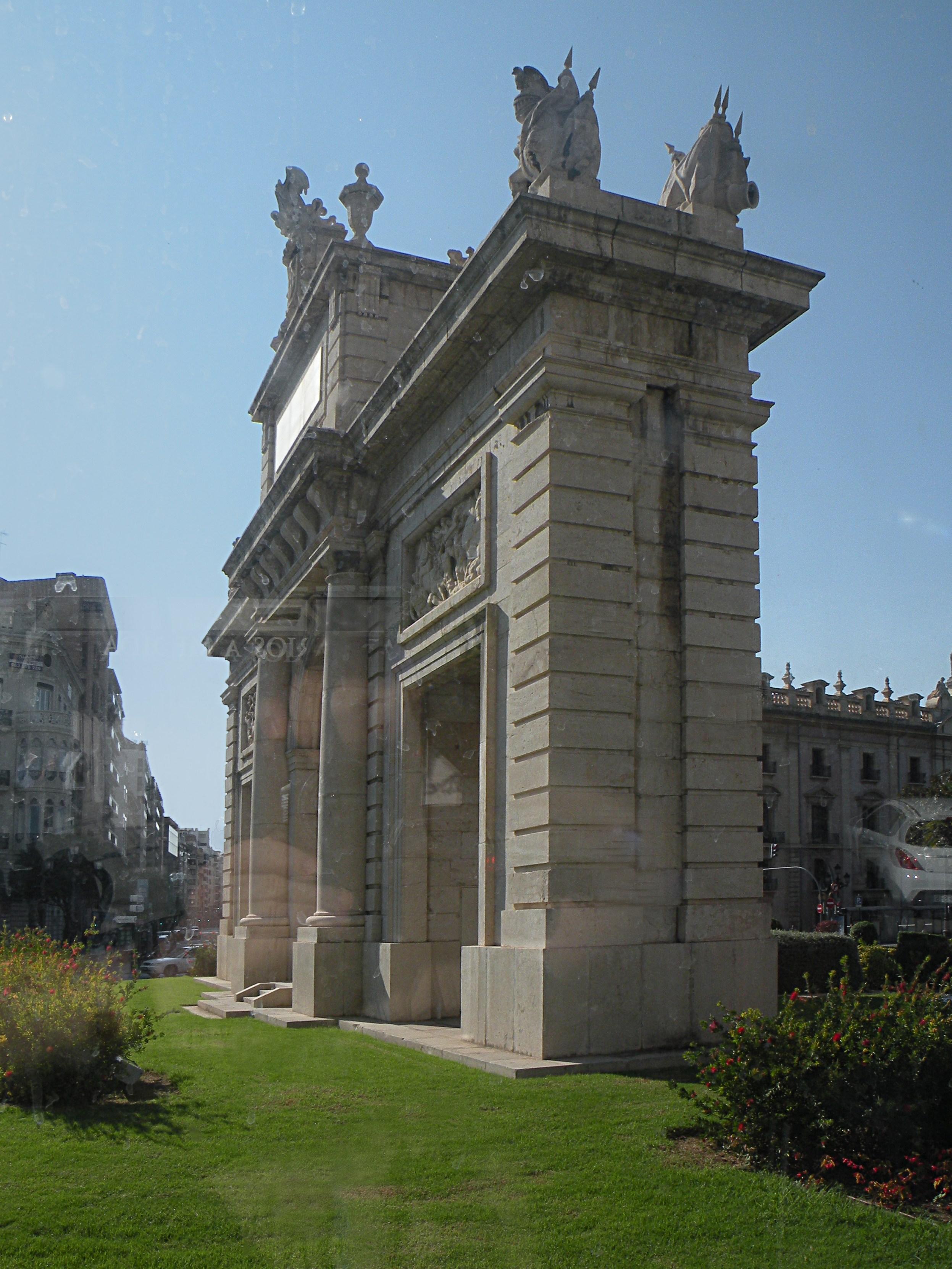
Валенсия. Монумент в память всех жертв Гражданской войны, воздвигнутый по указанию Франко

### Кинематограф
- Испанская земля (Йорис Ивенс, Эрнест Хемингуэй, 1938)
- Педро (Борис Митякин, 1938)
- Испания (Эсфирь Шуб, 1939)
- Осада Алькасара (Аугусто Дженина, 1940)
- Парень из нашего города (фильм, 1942)
- По ком звонит колокол (фильм) (Сэм Вуд, Эрнест Хемингуэй, 1943)
- Эрнст Тельман — вождь своего класса (Курт Метциг, 1955)
- Добровольцы (киностудия им. М. Горького, Юрий Егоров, 1958)
- Пять патронных гильз (Франк Байер, 1960)
- Ноктюрн (Ростислав Горяев, 1966)
- Это мгновение (Эмиль Лотяну, 1969)
- На каждом километре (Неделчо Чернев, Любомир Шарланджиев, 1969) — серии 2 и 3
- Салют, Мария! (Иосиф Хейфиц, 1970)
- Офицеры (Борис Васильев, 1971)
- Зеркало (Андрей Тарковский, 1974)
- Осужденные души (Выло Радев, 1975)
- Псевдоним: Лукач (Манос Захариас, Шандор Кё, 1976)
- Испанский вариант (Эрик Лацис, 1980)
- Фронт без пощады (Руди Курц, 1984)
- Ай, Кармела! (Карлос Саура, 1990)
- Земля и свобода (Кен Лоуч, 1995)
- Фиеста (Пьер Бутрон, 1995)
- Анархистки (Висенте Аранда, 1996)
- Час храбрецов (Антонио Мерсеро, 1998)
- Язык бабочек (Хосе Луис Куэрда, 1999)
- Хребет дьявола (Гильермо дель Торо, 2001)
- Солдаты Саламина (Давид Труэба, 2003)
- Голова в облаках (Джон Дайган, 2004)
- Лабиринт Фавна (Гильермо дель Торо, 2006)
- Отголоски прошлого (Пол Моррисон, 2008)
- Жена анархиста (Мари Ноэль, Питер Сер, 2008)
- Печальная баллада для трубы (Алекс де ла Иглесиа, 2010)
- Там обитают драконы (Ролан Жоффе, 2011)
- Мул (Майкл Рэдфорд, 2012)
- Тринадцать роз (Мартинес-Ласаро, Эмилио, 2013)
- Учитель, обещавший море (Патрисия Фонт, 2023)

Сериалы:
- Телефонистки (Ramón Campos, 2017—2020) — 5-й сезон

### В художественной литературе
- Эрнест Хемингуэй роман «По ком звонит колокол», пьеса «Пятая колонна», «Испанский репортаж» (и рассказы)
- Сальвадор Гарсиа де Прунеда[исп.] «Одиночество Алькунесы» (одним из героев этого романа стал русский офицер-кавалерист, воевавший в рядах франкистов)
- Михаил Кольцов «Испанский дневник»
- Альва Бесси «Анти-американцы»
- Бернардо Ачага «Сын аккордеониста»
- Энтони Бёрджесс «Железо, ржавое железо»
- Хосе Луис де Вильялонга «Фиеста»
- Стивен Хантер «Испанский гамбит»
- Жан Ришар Блок «Испания, Испания!»
- Антуан де Сент-Экзюпери «Испания в крови»
- Жос Федерико «[militera.lib.ru/memo/other/federiko_j/index.html Записки испанского юноши]»
- Жан-Поль Сартр «Стена[англ.]»
- Джордж Оруэлл «Памяти Каталонии»[77]
- Юлиан Семёнов «Испанский вариант»
- Пётр Лебеденко «Красный ветер»
- Пабло Неруда «Испания в сердце» (цикл стихов).
- Борис Смирнов «От Мадрида до Халхин-Гола»
- Мерсе Родореда «Площадь Диамант»
- Александр Тамоников «Испанская прелюдия»
- Алексей Эйснер «Двенадцатая интернациональная»
- Александр Родимцев «Под небом Испании»
- Артуро Перес-Реверте «На линии огня»
- Артуро Перес-Реверте «Фалько»
- Димитр Димов «Осуждённые души»
- Антонио Муньос Молина «Ночь времён» (2009)

### Стихотворение «Гренада»
Известное стихотворение Михаила Светлова «Гренада» нередко считают посвящёным событиям гражданской войны в Испании. Это ошибка, так как «Гренада» написана в 1926 году (в период диктатуры Примо де Риверы), то есть на десять лет раньше. Вместе с тем, несомненны духовное родство героя стихотворения с участниками испанских событий и пик популярности «Гренады» в конце 1930-х годов. Строки «Я хату покинул, пошёл воевать, чтоб землю в Гренаде крестьянам отдать» прозвучали пророчески и стали лозунгом интернационализма.

### Стихотворение «Я из Пятого полка»
Стихотворение республиканца испанского поэта и драматурга Рафаэля Альберти: «Я из Пятого полка» посвящено воинам легендарного 5-го полка 24-й дивизии. 5-й полк дал Испании выдающихся военачальников, в том числе командира 5-го корпуса Хуана Модесто.

"Я завтра дом родной покину,

Оставлю пашню и быка.

Привет! скажи, а кем ты станешь?

Солдатом Пятого полка.

Пойду я по горам и долам,

Воды не буду ни глотка,

Но будет торжество и слава:

Ведь я из Пятого полка!

### Живопись
- Пабло Пикассо. Герника (1937 год)
- Дали, Сальвадор. Мягкая конструкция с варёными бобами (Предчувствие гражданской войны) (1936)[78]

### Компьютерные игры
- Hearts of Iron II (2005, глобальная стратегия) — один из разыгрываемых сценариев.
- Sombras de Guerra: La Guerra Civil Española (2007, стратегия в реальном времени)